# 2015年の日本
2015年の日本（2015ねんのにほん）では、2015年（平成27年）の日本の出来事・流行・世相などについてまとめる。

## 他の紀年法
日本では、西暦の他にも以下の紀年法を使用している。なお、以下の紀年法は西暦と月日が一致している。
- 元号
  - 平成27年
- 神武天皇即位紀元
  - 皇紀2675年
- 干支
  - 乙未（きのと ひつじ）

## カレンダー
| 1月 |    |    |    |    |    |    |
| 日  | 月 | 火 | 水 | 木 | 金 | 土 |
|     |    |    |    | 1  | 2  | 3  |
| 4   | 5  | 6  | 7  | 8  | 9  | 10 |
| 11  | 12 | 13 | 14 | 15 | 16 | 17 |
| 18  | 19 | 20 | 21 | 22 | 23 | 24 |
| 25  | 26 | 27 | 28 | 29 | 30 | 31 |
|     |    |    |    |    |    |    |

| 2月 |    |    |    |    |    |    |
| 日  | 月 | 火 | 水 | 木 | 金 | 土 |
| 1   | 2  | 3  | 4  | 5  | 6  | 7  |
| 8   | 9  | 10 | 11 | 12 | 13 | 14 |
| 15  | 16 | 17 | 18 | 19 | 20 | 21 |
| 22  | 23 | 24 | 25 | 26 | 27 | 28 |
|     |    |    |    |    |    |    |

| 3月 |    |    |    |    |    |    |
| 日  | 月 | 火 | 水 | 木 | 金 | 土 |
| 1   | 2  | 3  | 4  | 5  | 6  | 7  |
| 8   | 9  | 10 | 11 | 12 | 13 | 14 |
| 15  | 16 | 17 | 18 | 19 | 20 | 21 |
| 22  | 23 | 24 | 25 | 26 | 27 | 28 |
| 29  | 30 | 31 |    |    |    |    |
|     |    |    |    |    |    |    |

| 4月 |    |    |    |    |    |    |
| 日  | 月 | 火 | 水 | 木 | 金 | 土 |
|     |    |    | 1  | 2  | 3  | 4  |
| 5   | 6  | 7  | 8  | 9  | 10 | 11 |
| 12  | 13 | 14 | 15 | 16 | 17 | 18 |
| 19  | 20 | 21 | 22 | 23 | 24 | 25 |
| 26  | 27 | 28 | 29 | 30 |    |    |
|     |    |    |    |    |    |    |

| 5月 |    |    |    |    |    |    |
| 日  | 月 | 火 | 水 | 木 | 金 | 土 |
|     |    |    |    |    | 1  | 2  |
| 3   | 4  | 5  | 6  | 7  | 8  | 9  |
| 10  | 11 | 12 | 13 | 14 | 15 | 16 |
| 17  | 18 | 19 | 20 | 21 | 22 | 23 |
| 24  | 25 | 26 | 27 | 28 | 29 | 30 |
| 31  |    |    |    |    |    |    |
|     |    |    |    |    |    |    |

| 6月 |    |    |    |    |    |    |
| 日  | 月 | 火 | 水 | 木 | 金 | 土 |
|     | 1  | 2  | 3  | 4  | 5  | 6  |
| 7   | 8  | 9  | 10 | 11 | 12 | 13 |
| 14  | 15 | 16 | 17 | 18 | 19 | 20 |
| 21  | 22 | 23 | 24 | 25 | 26 | 27 |
| 28  | 29 | 30 |    |    |    |    |
|     |    |    |    |    |    |    |

| 7月 |    |    |    |    |    |    |
| 日  | 月 | 火 | 水 | 木 | 金 | 土 |
|     |    |    | 1  | 2  | 3  | 4  |
| 5   | 6  | 7  | 8  | 9  | 10 | 11 |
| 12  | 13 | 14 | 15 | 16 | 17 | 18 |
| 19  | 20 | 21 | 22 | 23 | 24 | 25 |
| 26  | 27 | 28 | 29 | 30 | 31 |    |
|     |    |    |    |    |    |    |

| 8月 |    |    |    |    |    |    |
| 日  | 月 | 火 | 水 | 木 | 金 | 土 |
|     |    |    |    |    |    | 1  |
| 2   | 3  | 4  | 5  | 6  | 7  | 8  |
| 9   | 10 | 11 | 12 | 13 | 14 | 15 |
| 16  | 17 | 18 | 19 | 20 | 21 | 22 |
| 23  | 24 | 25 | 26 | 27 | 28 | 29 |
| 30  | 31 |    |    |    |    |    |
|     |    |    |    |    |    |    |

| 9月 |    |    |    |    |    |    |
| 日  | 月 | 火 | 水 | 木 | 金 | 土 |
|     |    | 1  | 2  | 3  | 4  | 5  |
| 6   | 7  | 8  | 9  | 10 | 11 | 12 |
| 13  | 14 | 15 | 16 | 17 | 18 | 19 |
| 20  | 21 | 22 | 23 | 24 | 25 | 26 |
| 27  | 28 | 29 | 30 |    |    |    |
|     |    |    |    |    |    |    |

| 10月 |    |    |    |    |    |    |
| 日   | 月 | 火 | 水 | 木 | 金 | 土 |
|      |    |    |    | 1  | 2  | 3  |
| 4    | 5  | 6  | 7  | 8  | 9  | 10 |
| 11   | 12 | 13 | 14 | 15 | 16 | 17 |
| 18   | 19 | 20 | 21 | 22 | 23 | 24 |
| 25   | 26 | 27 | 28 | 29 | 30 | 31 |
|      |    |    |    |    |    |    |

| 11月 |    |    |    |    |    |    |
| 日   | 月 | 火 | 水 | 木 | 金 | 土 |
| 1    | 2  | 3  | 4  | 5  | 6  | 7  |
| 8    | 9  | 10 | 11 | 12 | 13 | 14 |
| 15   | 16 | 17 | 18 | 19 | 20 | 21 |
| 22   | 23 | 24 | 25 | 26 | 27 | 28 |
| 29   | 30 |    |    |    |    |    |
|      |    |    |    |    |    |    |

| 12月 |    |    |    |    |    |    |
| 日   | 月 | 火 | 水 | 木 | 金 | 土 |
|      |    | 1  | 2  | 3  | 4  | 5  |
| 6    | 7  | 8  | 9  | 10 | 11 | 12 |
| 13   | 14 | 15 | 16 | 17 | 18 | 19 |
| 20   | 21 | 22 | 23 | 24 | 25 | 26 |
| 27   | 28 | 29 | 30 | 31 |    |    |
|      |    |    |    |    |    |    |

## 在職者
- 天皇：明仁
- 内閣総理大臣：安倍晋三（自由民主党）
- 内閣官房長官：菅義偉（自由民主党）
- 衆議院議長：4月21日まで町村信孝（自由民主党）、4月21日より大島理森（自由民主党）
- 参議院議長：山﨑正昭
- 最高裁判所長官：寺田逸郎
- 国会：第189回（常会, 1月26日 - 9月27日）

## 世相
- 2020年東京オリンピックの開催まで残り5年となったが、オリンピック・パラリンピックのメイン会場となる新国立競技場の建設費問題やオリンピックエンブレムの盗作疑惑など本来の競技とは関係ない部分で注目を集め、結果的に競技場とエンブレムの双方のデザインが白紙撤回されることとなった。
- 犯罪発生件数は戦後最少の109万9,048件（前年比9.3%減）で、種類別では殺人が933件（前年比11.5%減、戦後最少）、空き巣などの重要窃盗が10万8,562件（前年比9.9%減、戦後最少）、振り込め詐欺が1万2,729件（4年連続増、前年比13.1%増）などとなっている[a 1]。
- 2005年の1.26を底に回復傾向にあった合計特殊出生率が1.45まで上昇し、1995年以降で最も高い数値となる。この年以降再び下落傾向となり、また出生数もこの年の1,005,677人を最後に翌年以降100万人割れが続いている。

### 2015年の流行語
「爆買い」、「トリプルスリー」が新語・流行語大賞の年間大賞を受賞した（その他の受賞語は後節「#流行語」も参照）。

### 2015年の漢字
「安」・・・人々がこれからの平安について考え、また社会や生活に対する不安の増大により安心を求めたことから一年を象徴する漢字として選ばれた。
- 戦後70年を迎え、安倍晋三首相が新たな談話（安倍談話）を発表。また、安倍内閣による安全保障関連法の成立では人々が賛否に別れ、これからの国の平安について考えた。
- 世界で頻発したテロ事件などによる社会不安の増大、さらに旭化成のマンション傾斜問題などによって暮らしに対する不安も大きくなり、とにかく明るい安村の「安心して下さい」のフレーズが流行るなど人々が安心を求めた。

### 周年
以下に、過去の主な出来事からの区切りの良い年数（周年）を記す。
第二次世界大戦・太平洋戦争関連（終結から70年）
- 2月19日〜3月26日 - 硫黄島の戦い（大本営により守備隊玉砕が発表された3月21日に日米合同慰霊式典挙行[a 2]）。
- 3月10日 - 東京大空襲[c 1]。
- 3月27日〜6月20日 - 沖縄戦。
- 4月7日 - 戦艦大和撃沈[a 3]。
- 8月6日 - 広島市への原子爆弾投下[c 2]。
- 8月9日 - 長崎市への原子爆弾投下[c 3]。
- 8月11日〜8月25日 - 樺太の戦い (1945年) 。
- 8月14日 - ポツダム宣言受諾。
- 8月15日 - 終戦の日。
- 9月2日 - 日本の降伏文書調印により太平洋戦争終戦。

オウム真理教事件関連（20年）
- 3月20日 - 地下鉄サリン事件。
- 5月16日 - 麻原彰晃逮捕。

その他
- 1月1日 - トヨタ・クラウン発売開始60周年（記念特別仕様車発売[a 5]）。
- 1月9日 - 北九州モノレール（平和通駅〈当時は小倉駅〉 - 企救丘駅）開業30周年[c 4]。
- 1月10日 - 福澤諭吉生誕180周年。
- 1月17日 - 阪神・淡路大震災発生から20年[c 5]。
- 2月16日 - 京都議定書発効から10年。
- 2月17日 - 中部国際空港開港10周年[c 6]。
- 2月26日 - サンケイスポーツ創刊60周年[c 7]。
- 3月2日 - 土佐くろしお鉄道宿毛駅衝突事故から10年。
- 3月6日 - リニモ開通10周年[c 8]。
- 3月10日 - 山陽新幹線全線開業（岡山 - 博多間開業）40周年[c 9]。
- 3月14日 - 東北新幹線上野駅開業30周年。
- 3月17日 - つくば科学万博開幕から30周年。
- 3月18日 - 博物館明治村開村50周年[c 10]。
- 3月20日 - 福岡県西方沖地震発生から10年。
- 3月22日 - NHKラジオ放送（NHKラジオ第1放送）開始90周年[b 1]。
- 3月25日 - 愛知万博（愛・地球博）開幕から10周年。
- 4月1日
  - 淑徳大学創立50周年[c 11]。
  - 阪南大学創立50周年[c 12]。
  - NTT・JT発足30周年。
- 4月2日
  - 高野山開創1200年記念大法会開会[c 13]。
  - 仙台アーケード街トラック暴走事件から10年。
- 4月5日
  - 原爆ドーム（当時は広島県物産陳列館）竣工100周年[a 6]。
  - スーパー戦隊シリーズ放送開始40周年。
- 4月17日 - 徳川家康没後400年祭[注 1][a 7]。
- 4月25日 - JR福知山線脱線事故から10年[a 8]。
- 5月5日 - 普通選挙法施行90周年（当時は25歳以上の男性に投票権があった）。
- 5月6日 - セ・パ交流戦導入から10年。
- 5月25日 - ヤナセ創立100周年。
- 6月29日 - 秋篠宮ご夫妻銀婚式[a 9]（秋篠宮家創設25周年）。
- 7月20日 - 沖縄国際海洋博覧会開催40周年。
- 7月23日 - 千葉県北西部地震発生から10年。
- 8月1日 - 現行500円硬貨発行15周年。
- 8月2日 - 自殺サイト殺人事件から10年。
- 8月3日 - 少女漫画雑誌『りぼん』（集英社）創刊60周年[c 14]。
- 8月12日 - 日本航空123便墜落事故から30年[a 10]。
- 8月24日 - 首都圏新都市鉄道つくばエクスプレス開通10周年。
- 9月5日 - 日露戦争による日露講和条約（ポーツマス条約）締結から110周年。
- 9月7日 - iPod nano発売10周年。
- 9月9日 - 滝川市小6いじめ自殺事件から10年。
- 9月13日 - スーパーマリオブラザーズ発売30周年。
- 10月 - 宝くじ発売開始70周年[c 15]。
- 10月1日 - NEXCO発足10周年[c 16]。
- 10月1日 - テレビせとうち開局30周年。
- 10月4日 - 新世紀エヴァンゲリオンのアニメ放送開始から20周年。
- 10月21日 - 東京国際空港国際線旅客ターミナル開業・D滑走路供用開始5周年。
- 11月1日 - TOKYO MX開局20周年[e 1]。
- 11月15日 - 自由民主党結党60周年。
- 11月28日 - 常陸宮正仁親王傘寿（80歳）[a 11]。
- 11月30日 - 秋篠宮文仁親王50歳[a 12]。
- 12月2日 - 三笠宮崇仁親王100歳[a 13]。
- 12月1日 - 栃木小1女児殺害事件から10年。
- 12月4日 - 東北新幹線全線開通5周年。
- 12月8日
  - 徳川家康公400年[c 17]。
  - もんじゅ事故から20年[a 14]。
  - AKB48結成10周年。
- 12月10日
  - 阪神タイガース創設80周年[c 18]。
  - 宇治学習塾小6女児殺害事件から10年。
- 12月18日 - 日韓国交正常化50周年[c 19]。
- 12月25日 - JR羽越本線脱線事故から10年。
- 12月30日 - 世田谷一家殺害事件から15年[1]。
- 全国高等学校野球選手権大会100周年（旧制中学時代を含む）[c 20]。
- 女性参政権獲得70周年（この70年間は男女とも20歳以上に選挙権が与えられていたが、翌2016年には18歳以上に引き下げられた）。
- コミックマーケット（コミケ）開催40周年（2015年末時点で89回目の開催）[c 21]。

## できごと

### 1月
- 1月1日
  - 同日より全国的に大雪となり、京都市では3日早朝にかけ積雪量が観測史上3位タイとなる22cmに達し、1954年1月以来61年ぶりに20cm超の積雪を記録[a 15][a 16]。
  - 鹿児島県のAMラジオ局・南日本放送（MBC）が92.8MHzでFM補完放送を開始[c 22]
- 1月3日 - 兵庫県豊岡市の城崎温泉で全焼8棟を含む19棟に延焼する火災発生、2人死亡、宿泊客ら約60人が避難[a 17][a 18]。（城崎温泉火災）
- 1月4日 - NHK大河ドラマ『花燃ゆ』放送開始（ - 12月13日）[a 19]。
- 1月5日
  - JR北海道根室本線池田駅 - 豊頃駅間を走行中のスーパーおおぞら5号が、乗客の男性の喫煙により、浦幌駅で93分間臨時停止、男性は喫煙を注意した車掌と口論になり備え付けのテーブルを壊したため、北海道釧路方面池田警察署が器物損壊の疑いで逮捕[a 20]。
  - 日本マクドナルド、青森県三沢市で販売された「チキンマックナゲット」にビニール片のような異物が混入していたことを公表、問題のナゲットと同じタイの工場で同じ日につくったナゲットの販売を取りやめ[a 21]。
  - 東京地方裁判所が、2015年12月19日に民事再生法の適用申請を棄却されていた[a 22]DIOジャパンに対する破産手続きの開始を決定した[a 23]。
  - 群馬県警察、2014年12月の第47回衆議院議員総選挙において群馬県第2区で落選、比例北関東ブロックで復活当選した維新の党の石関貴史衆議院議員の元公設第一秘書だった群馬県伊勢崎市議会議員ら2名を公職選挙法違反（買収）容疑で逮捕[a 24]。
- 1月6日 - 青森県警察、2014年12月の第47回衆議院議員総選挙において青森県第1区で落選、比例東北ブロックで復活当選した維新の党の升田世喜男衆議院議員の元出納係だった青森県旧金木町元助役ら2名を公職選挙法違反（買収）容疑で逮捕[a 25]。
- 1月7日 - 海江田万里前代表の辞任に伴う第18回民主党代表選挙告示。元厚労相・長妻昭、代表代行・岡田克也、元幹事長・細野豪志の3人が立候補[a 26]。
- 1月8日
  - 旧みんなの党所属参議院議員4名と、次世代の党を離党したアントニオ猪木が新党「日本を元気にする会」を結成、党代表に松田公太が就任、国会議員5名以上の政党要件を満たし、かつ党成立を2014年中とすることが総務省に認められたため、政党助成金約1億2000万円を受領[a 27]。
  - （現地時間）本田技研工業、2003年から2014年にかけアメリカ合衆国内で発生した1729件の死傷事故の報告を怠っていた件、および保証期間中の部品交換件数について誤った数字を報告していた件について、アメリカ合衆国運輸省道路交通安全局から、同局が一度に科す制裁金としては過去最高額となる民事制裁金7000万ドル[kawase 1] を科され、支払に合意[a 28]。
- 1月9日
  - サイバーセキュリティ基本法の施行に伴い内閣にサイバーセキュリティ戦略本部が設置され、同時に、内閣官房に従来の内閣官房情報セキュリティセンターを改組して、内閣サイバーセキュリティセンターが設置された[c 23]。
  - 名古屋高等裁判所刑事2部、1961年に発生した名張毒ぶどう酒事件の第8次再審請求異議審で、死刑囚弁護人の異議申し立てを却下[a 29]。
  - ロッテホールディングス、前年12月下旬に兼務するロッテ商事社長などグループ3社の役職などを解かれていた創業者重光武雄の長男重光宏之を、同ホールディングス取締役副会長職からも解任、事実上経営陣から追放[a 30]。
  - 次世代の党、臨時総務会において、アントニオ猪木参議院議員、および園田博之衆議院議員の離党を承認。園田議員は太陽の党に入党したため、同党はたちあがれ日本の後継として、政党助成法上の「国会議員1人以上で、直近の衆院選か最近2回の参院選のいずれかで得票率2%以上」との、政党交付金の支給対象要件を満たす[a 31]。
  - 植村隆北星学園大学非常勤講師、元朝日新聞記者時代の1991年に同紙に掲載した元慰安婦へのインタビュー記事など2本について捏造であると主張した北朝鮮に拉致された日本人を救出するための全国協議会会長の西岡力東京基督教大学教授、および週刊文春発行元の文藝春秋社を相手取り、謝罪広告の掲載や1650万円の損害賠償などを求め東京地方裁判所に提訴[a 32]。
- 1月11日
  - 佐賀県知事選挙で、無所属新人で元総務省官僚の山口祥義が、自由民主党、公明党の推薦を受けた樋渡啓祐元武雄市長らを破り初当選[a 33]。
  - 北九州市長選挙で、現職の北橋健治が新人候補2人に大差をつけ、3期目の当選を果たした[a 34]。
- 1月14日
  - 東京地方検察庁特別捜査部、吉田嘉明ディーエイチシー社長からの借入金8億円について政治資金規正法違反容疑で市民団体から告発されていた渡辺喜美元みんなの党代表と、うちわ配布について公職選挙法違反容疑で民主党議員から告発されていた松島みどり元法務大臣について、いずれも不起訴処分[a 35]。
  - 埼玉県警朝霞署で地域課の巡査が頭から血を流して死亡。拳銃自殺とみられる[a 36]。
- 1月15日
  - 日本・オーストラリア経済連携協定発効[a 37]。
  - 神奈川県警察、2014年11月に神奈川県平塚市の相模川で、ふとんに包まれた同県厚木市の女性の遺体が発見された事件について、女性の元交際相手の同県大和市の男を同年10月下旬に死体を遺棄した容疑で逮捕[a 38]。
  - 最高裁判所第1小法廷、元最高裁判所判事の泉德治弁護士が、一票の格差を理由に2013年東京都議会議員選挙練馬選挙区の選挙無効（やり直し）を求めた訴訟の上告審判決で、東京高等裁判所が合憲とした判決を裁判官5人の全員一致で支持し上告を棄却、判決確定[a 39]。
  - 第152回直木賞に西加奈子の『サラバ!』[c 24]、第152回芥川賞に小野正嗣の『九年前の祈り』をそれぞれ選出[c 25]。
- 1月16日 - 東京地方裁判所において、オウム真理教事件の高橋克也の初公判（オウム事件では最後の初公判）[a 40]。
- 1月18日
  - 警視庁、東京都内の大手スーパーマーケットやコンビニエンスストアの店舗で、スナック菓子につまようじを突き刺したり、飲み物を万引きしたりする様子がYouTubeに投稿された事件について、滋賀県米原市の米原駅で身柄を確保された19歳の少年を建造物侵入容疑で逮捕[a 41][a 42]。
  - 民主党代表選挙投開票で、1回目投票で最高ポイントを獲得した細野豪志元幹事長と2位の岡田克也代表代行による決選投票の結果、岡田克也が同党代表に選出される[a 43]。
  - 安倍晋三内閣総理大臣、訪問先のヨルダンでアブドゥッラー2世国王と会談、シリア難民の受け入れで財政状況が悪化しているヨルダンに対し、1億ドル[kawase 2] の円借款を供与する方針を表明[a 44]。
- 1月19日 - 文部科学省、文部科学大臣の諮問機関である中央教育審議会分科会に、文部省時代の1957年以来となる児童生徒数の少ない公立小中学校の統合を議論するための自治体向け「手引き」を提示[a 45]。
- 1月20日 - YouTubeに、イスラム過激派組織ISILが日本人の後藤健二および湯川遥菜の殺害を予告、『72時間以内に身代金2億ドル[kawase 3] を払わなければ殺害する』と警告する映像が投稿される[a 46]。同月24日、後藤が湯川の死体とされる写真を持って登場し、日本政府の対応遅れが殺害理由であると非難する声明、かつ後藤自身の釈放要件として、身代金要求を取り下げる代わりに、2005年11月にヨルダンの首都アンマンで発生した同時爆破テロの実行犯の一人でヨルダンで拘束されているとみられるサジダ・リシャウィを釈放するよう求める声明が英語で流れる動画が投稿される[a 47]。日本時間2月1日、「日本政府に告ぐ」とした上で、「勝ち目のない戦いに参加するという安倍（首相）の無謀な決断により、このナイフは（人質）を切り裂くだけではなく、あらゆる場所で日本人の虐殺をもたらすだろう。日本の悪夢が始まる」と脅迫し、もう1名の人質を殺害したとする声明を含む動画が投稿される[a 48]。
- 1月23日 - 大相撲初場所13日目で横綱白鵬が史上最多の33回目の幕内最高優勝を決め、元横綱・大鵬の記録を超え歴代最多記録達成[a 49]。
- 1月25日
  - 広島県警察自動車警ら隊、元衆議院議員の橋本博明民主党広島県連副代表を道路交通法違反（酒気帯び運転）で摘発[a 50]。同27日、民主党は同副代表の離党届を受理するとともに、広島3区総支部長から解任、かつ第47回衆議院議員総選挙で次点となっていた比例中国ブロックの候補者名簿から削除することを決定[a 51]。
  - 山梨県知事選挙で、自由民主党、民主党、公明党の推薦を受けた、元民主党衆議院議員の後藤斎が初当選[a 52]。
- 1月26日 - 通常国会召集。会期は6月24日までの150日間。自由民主党と民主党、国会対策委員長会談で、首相、官房長官、外相の審議出席について、ISILによる日本人拘束事件の推移に応じ柔軟に対応することで大筋合意[a 53]。
- 1月27日 - 愛知県千種警察署員が、名古屋市昭和区のアパート一室の風呂場で、2014年12月7日に捜索願が提出されていた同市千種区の女性が倒れているのを発見、部屋の住民の名古屋大学の女子学生が、頭を斧で数回殴り、マフラーで首を絞めるなどして殺害したことを認めたため、殺人容疑で逮捕[a 54]。
- 1月28日 - スカイマーク、東京地方裁判所に民事再生法の手続き開始を申請、負債総額は711億円で、今後はプライベート・エクイティ・ファンド、インテグラルの支援を受け再生に取り組み、当面は運行を継続、一部路線からの撤退や燃費効率が比較的低い航空機を切り替えることで業績を立て直す[a 55]。
- 1月31日
  - JR東日本、福島第一原子力発電所事故により放射線量の高い帰還困難区域42.5kmを含む、常磐線原ノ町駅（福島県南相馬市）-竜田駅（同県楢葉町）間の46kmで、国道6号を経由する代替バス運行を開始[a 56]。
  - 沖縄県宮古島市の伊良部島と宮古島を結ぶ伊良部大橋（長さ3,540m）が開通、通行料が無料の橋として北九州空港の連絡橋（2,100m）を抜いて国内最長となる[a 57]。
  - 浜松市天竜区佐久間町川合で土砂崩れが発生、国道473号の天竜川に掛かる吊り橋原田橋が崩落、浜松市職員2名が死亡[a 58]。
  - 東京都渋谷区の、青山劇場と青山円形劇場が閉館[a 59]。

### 2月
- 2月1日
  - 過激派組織ISILが後藤健二を殺害する動画を公開し、安倍晋三内閣総理大臣がテロリストを強く非難する声明を発表した[a 60][c 26]。
  - ニチレイフーズ、テーブルマーク、味の素冷凍食品など冷凍食品大手、家庭用冷凍食品価格を3-10%程度値上げ[a 61]
  - 福岡県警察刑事部捜査第一課、前日から行方不明となっていた小学5年生の女児の遺体を福岡県豊前市内の自宅に隠していた、女児の同級生の母親の交際相手の土木作業員の男を死体遺棄容疑で逮捕、男は女児の絞殺および死体遺棄を自供[a 62]。
  - 三菱重工業と宇宙航空研究開発機構、H-IIAロケット27号機の打ち上げ、および同機に搭載した情報収集衛星の分離、軌道投入に成功[a 63]。
  - 愛知県知事選挙で、現職の大村秀章が再選[a 64]。
- 2月2日
  - 最高裁判所第1小法廷、秋葉原通り魔事件の上告審で一、二審の死刑判決を支持し被告の上告を棄却[a 65]。
  - 日本郵便、1円から1000円まで12種類の新デザイン普通切手発売開始[a 66]。
  - 自衛隊、猛吹雪により町に通じる国道全てで通行止めが続いた北海道羅臼町への災害派遣要請を受け、除雪のために隊員約50人を派遣[a 67]。
  - 国土交通省、ISILによる日本人拘束事件を受け、同省内に、国土交通大臣をトップに各局の局長らで構成され、国内でのテロを未然に防ぐため、従来行ってきたテロ対策の有効性を検証し、対策強化を検討する「国際テロ対策本部」を新たに設置[a 68]。
  - 警視庁中央警察署、東京都中央区新川の自宅マンションで同居男性を金属バットで殴るなどし殺害した女を逮捕[a 69]。
- 2月3日
  - 参議院本会議、安倍晋三内閣総理大臣が1月に表明したイスラーム過激派組織ISILと戦う周辺国に対する人道支援拠出2億ドル[kawase 4] を含む総額3兆1180億円の2014年度補正予算を与党の賛成多数により成立[a 70]。
  - 最高裁判所第2小法廷、1審の裁判員裁判の死刑判決を2審の高等裁判所が破棄して無期懲役に改めた量刑判断の是非が争われた二つの強盗殺人事件の上告審において、検察、被告双方の上告を棄却し、高裁判決を支持、死刑適用におけるいわゆる永山基準を堅持[a 71]。
- 2月4日
  - 東京地方裁判所、パソコン遠隔操作事件の被告に対し懲役8年の実刑判決[a 72]。
  - 千葉県警察、同県松戸市で医師免許がないにもかかわらず手術や注射を行った診療所経営者ら3人を医師法違反容疑で逮捕[a 73]。
- 2月5日 - 和歌山県紀の川市で、小学生5年生の男児が男に右胸を刺され病院に搬送されるも死亡[a 74]、近所に住む男を殺人容疑で逮捕[a 75]。
- 2月6日
  - 東京高等裁判所]、2013年に発生した三鷹ストーカー殺人事件控訴審判決公判で、名誉毀損罪を実質的に処罰する判決において、起訴していないリベンジポルノを事実上過大評価した裁判員裁判判決は誤りと指摘、懲役22年とした1審判決を破棄し、東京地方裁判所に差し戻す[a 76]。
  - 参議院本会議にて、ISILによるテロ行為非難決議を採決参加者231名全員一致で可決するも、山本太郎生活の党と山本太郎となかまたち共同代表のみ「事件の検証について決議文に盛り込まれていない」などと述べ採決直前に本会議場から退席し採決を欠席[a 77]。
- 2月7日 - 外務省、シリアへの渡航を計画していたフリーカメラマンに渡航自粛を強く要請したが意思を変えなかったため、旅券法19条の規定に基づき命令書を渡しパスポートを返納させる[a 78]。
- 2月9日 - 千葉県柏警察署、千葉県柏市内の自宅で娘2人を殺害した容疑で母親を逮捕[a 79]。
- 2月10日 - 盛岡地方裁判所、AKB48握手会傷害事件の被告に対し懲役6年の実刑判決[a 80]。被告が控訴せず刑確定[a 81]。
- 2月12日 - 海上自衛隊鹿屋航空基地所属のOH-6DAヘリコプターが宮崎県えびの市付近で墜落、搭乗していた自衛官3名が死亡[a 82]。
- 2月15日 - 札幌市中央区のかに本家駅前本店で、重さ約25kgの看板の一部が約15メートル下の歩道に落ち、同市の看護助手の女性の頭を直撃、女性は頭の骨を折るなどして意識不明の重体。同事故を受け、国土交通省が全国の都道府県などに、外壁に看板を取り付けており完成後約10年以上で市街地の中心部にある3階建て以上の国内約7万5000棟の建物の安全性を緊急調査し、看板を支える金具の腐食状況など落下の危険性を調べ、必要に応じて是正措置を取り、同年4月10日までに報告するようするよう指示[a 83]。
- 2月16日
  - ハウス食品、家庭用カレールーの希望小売価格を8%値上げ[a 61]。
  - 東京都江戸川区西小松川町付近の首都高速道路7号小松川線高架下の塗装工事現場で火災発生、2名死亡11名負傷。同線は両国JCT - 京葉道路接続部間で上り線が翌17日18時10分、下り線は同月26日15時まで閉鎖[a 84]。
  - 神奈川県厚木警察署、神奈川県厚木市の自宅マンションで娘2人を殺害した容疑で母親を逮捕[a 85]。
- 2月17日
  - 西川公也農林水産大臣、自身が代表者を務める自由民主党栃木県第2選挙区支部が2013年7月に東京都千代田区のビル管理会社「精糖工業会館」から受けた100万円の寄付を返還したことを公表[a 86]。
  - 政府、ISILによる日本人拘束事件を受け、中東・アフリカ地域の国境管理の強化や治安対策の法制備などテロ対処能力向上のために1550万ドル[kawase 5] を追加支援することを正式に発表[a 87]。
  - 最高裁判所第1小法廷、秋葉原通り魔事件の被告による死刑判決に対する訂正申し立てを棄却、死刑判決が確定[a 88]。
- 2月18日 - 群馬県警察、小学生女児に対する未成年者誘拐未遂容疑で、群馬県渋川警察署地域課巡査を逮捕[a 89]。
- 2月19日 - 福島県郡山北警察署、1月に福島県郡山市で元交際相手の裸を含め一部衣服を着けていない姿の写真数十枚をばらまき、不特定多数に見えるようにした同県須賀川市の男を、いわゆるリベンジポルノ防止法違反容疑で逮捕。同法違反による逮捕は全国で初[a 90]。
- 2月20日
  - 川崎市川崎区の多摩川河川敷で、首に切られたような傷のある全裸の男性が遺体で発見される[a 91]。被害者は同市内在住の中学生と判明、神奈川県川崎警察署捜査本部が同月27日、死体遺棄の疑いで被害者の知り合いの少年3人を逮捕[a 92]。
  - 名古屋地方裁判所、2009年5月に発生した蟹江一家3人殺傷事件の元三重大学留学生の中国籍被告に死刑判決[a 93]。
  - 大阪高等裁判所、学校や病院から200メートル以内で風俗案内所の営業を禁じる2010年11月京都府施行の風俗案内所規制条例が、「営業の自由」を保障する憲法に反するかどうかが争われた訴訟の控訴審判決で、規制は「合理的な範囲にとどまる限り許される」とし、京都地方裁判所が違憲とした判決を取り消し、原告の請求を退ける判決[a 94]。
  - 消費者庁、空間用虫よけ剤がベランダなどの屋外でも室内と同じ効果があるように表示していることについて「屋外での効果を証明できる資料がなく、表示には合理的な根拠がない」景品表示法違反にあたるとして、アース製薬、フマキラー、大日本除虫菊、興和の4社に対し再発防止を求める措置命令[a 95]。
  - 警視庁公安部、1977年のダッカ日航機ハイジャック事件の際に「超法規的措置」で釈放された後、1986年のジャカルタ事件などの主犯となり、1996年にネパールで身柄拘束後アメリカ合衆国で収監され、1月に釈放後同国から強制送還され成田空港に到着した日本赤軍メンバーの城崎勉を逮捕[a 96]。
- 2月22日 - 沖縄県与那国町、中学生以上の未成年および永住外国人を有権者に含む、陸上自衛隊沿岸監視部隊の配備受け入れの是非を問う、法的拘束力のない住民投票を実施、投票率85%超のうち賛成が632票、反対445票で賛成多数となる[a 97]。
- 2月23日
  - 西川公也農林水産大臣、自らが関連する政治団体への献金問題の責任を取り辞任、後任に林芳正前大臣が就任[a 98]。
  - 青森地方裁判所弘前支部、市議15人が公職選挙法違反で逮捕された2014年1月の青森県平川市長選挙において、市議15人に現金を渡して票のとりまとめを頼んだ大川喜代治前市長に対し、懲役2年執行猶予5年の有罪判決[a 99]。
  - 2001年から韓国との間で結ばれていた通貨交換協定が期限切れとなり延長せず終了[a 100]。
- 2月24日 - 三菱重工業、宇宙での太陽光発電の実用化に向けて、神戸造船所で行った電気を無線で長距離にわたって送る地上での実証実験で、10kWの電力をマイクロ波に変換して500m離れた受信機に送電、LEDライトを点灯させることに成功。同種の実験の成功例として、電力、距離ともに最大[a 101]。
- 2月25日
  - 大阪府東淀川警察署、2014年5月19日に大阪市東淀川区の府営住宅で当時の自治会長が殺害された事件で、当時同副会長だった男を殺人容疑で逮捕[a 102]。
  - 知的財産高等裁判所、シャープが液晶ディスプレー「IGZO」の登録商標を無効とした特許庁による2014年3月の審決を不服として取り消しを求めた訴えを棄却[a 103]。
  - taspoに組み込まれた電子マネー、ピデルがサービス終了[c 27]。
- 2月26日
  - 最高裁判所第1小法廷、大阪市の水族館海遊館の男性管理職2人による女性派遣社員へのセクハラ発言をめぐり、会社側が警告せず出勤停止や降格とした懲戒処分が重すぎるかが争われた訴訟で、裁判官5名全員一致で処分手続に問題なしと認定、処分が権利の濫用であるとして男性側の勝訴とした大阪高等裁判所判決を破棄し、処分手続きは妥当とし女性勝訴とした大阪地方裁判所判決が確定[a 104]。
  - 東京地方裁判所、反原発市民団体が経済産業省敷地内に2011年9月11日から設置しているテントが不法占拠であるとして、国が代表者2人に撤去などを求めた裁判で、被告側にテント撤去と敷地明け渡しに加え、土地使用料などとして約1140万円の支払いを命じ、併せて原告側に判決確定前に強制執行可能な仮執行を認める判決[a 105]。
  - イギリス王室のウィリアム王子が日本を初訪問、3月1日迄の滞在中に東日本大震災被災地域の福島県、宮城県を訪問[a 106]。
- 2月28日
  - 能越自動車道灘浦IC - 七尾大泊IC間7.1km、七尾城山IC - 七尾IC間3.2kmが開通、七尾氷見道路が全通[a 107]。
  - 日本産科婦人科学会、体外受精させた受精卵の染色体異常を調べる着床前スクリーニング（着床前検査）の臨床研究を正式に了承、2015年度（4月以降）より、流産を繰り返す女性を対象に、染色体異常がない受精卵を子宮に戻し、妊娠率が向上するかを3年かけて調べる[a 108]。

### 3月
- 3月1日
  - JR東海武豊線電化[b 2]。
  - ロッテアイス、明治、森永乳業、江崎グリコなどアイスクリーム大手、アイスクリーム販売価格を8.3-10.5%値上げ[a 61]。
  - 鳥取空港、同県出身の漫画家青山剛昌の人気作「名探偵コナン」にちなみ、同日より愛称が「鳥取砂丘コナン空港」となり、前日までに同空港周辺40カ所の既存の道路標識の表記が変更される[a 109]。
  - 経済団体連合会の新ルールにより、2016年春大学新卒予定者の就職活動が、前年度までの「3年生の12月から」より3か月繰り下げで解禁となる[a 110]。
  - 常磐自動車道常磐富岡IC-浪江IC間14.3km開通により、埼玉県から宮城県まで総延長300.4kmが全線開通[a 111]。
  - 東九州自動車道豊前IC - 宇佐IC間が開通[a 112]。
- 3月2日
  - 午前5時35分頃、長野県塩尻市と上田市の変電所を結ぶ送電線が何らかの理由で故障し送電が停止、長野県内の全世帯のおよそ半数にあたる約38万世帯が停電、長野新幹線軽井沢駅 - 長野駅間が始発から約3時間半上下線で運転を見合わせ、上下15本が運休、約6600人に影響したほか、篠ノ井線など在来線も運休や遅延するなどの影響[a 113][a 114]。
  - アイルランド・ダブリンで開催された「ワールドカップリミテッド」の理事会で、日本で開催されるラグビーワールドカップ2019で使用する12会場が発表される。唯一新設される岩手県釜石市の釜石鵜住居復興スタジアム、および全面改築される国立競技場以外は、花園ラグビー場を含め10の既存のスタジアムを利用する予定[a 115]。
- 3月3日
  - 北海道教育委員会、ハワイ州・カウアイ島沖の太平洋で実習航海中だった北海道函館水産高等学校の実習船「北鳳丸」から、日本時間2月17日に確認されたのを最後に行方不明になり、アメリカ合衆国沿岸警備隊が同月21日に捜索を終えた後も北鳳丸や他の実習船が自主捜索を続けていた男子生徒の捜索を、未発見のまま終了したことを発表[a 116]。
  - 福岡地方裁判所、2003年に福岡県立筑前高等学校の体育祭で行われた騎馬戦で騎馬から落下し首を負傷、首から下が麻痺したため介護が必須となり障害者手帳1級を交付されている原告による福岡県に対する損害賠償訴訟で、学校の安全配慮義務違反を認定、県に約2億円の支払いを命じる判決[a 117]。
  - さいたま地方裁判所、2011年3月に埼玉県熊谷市の実家で両親を殺害し放火したとして、殺人と非現住建造物等放火の罪に問われた長男に対し、「火災後に被告は不可解な行動を取っているが、犯人と認定するには疑いが残る」として無罪判決[a 118]。
  - マイクロソフトの共同創業者ポール・アレンにより、太平洋戦争中にフィリピンで撃沈された大日本帝国海軍の戦艦武蔵を同国シブヤン海海底で発見したとする画像がTwitterに掲載される[a 119]。
- 3月5日 - 名古屋地方裁判所、岐阜県美濃加茂市の雨水浄化設備設置事業を巡り、業者から30万円を受け取ったとして受託収賄罪などに問われた藤井浩人同市市長に対する裁判で、贈賄を認めた業者側の公判での供述の「信用性に疑問があり、その他の証拠を考慮しても、現金授受があったと認めるには、合理的疑いが残る」として無罪判決[a 120]。
- 3月6日
  - 三重県紀北町のヘリポートと同県大台町にある大和谷発電所の間を往復し作業をしていた新日本ヘリコプター社のヘリコプターが、送電線に接触し途中の紀北町紀伊長島区島原（現・紀北町島原）の山林に墜落、乗員2名が死亡[a 121][a 122]。
  - 下村博文文部科学大臣、衆議院予算委員会において、自らが代表を務める自民党支部に任意団体への会費の一部が流れて政治献金として処理されたとされる問題に関し、平成26年（2014年）だけで81件、計約600万円分の存在を認めた上で、「不適切と気付き『年会費』の記載はやめた」と釈明[a 123]。
- 3月7日 - 構想から半世紀を経て首都高速中央環状線が全線開通。山手トンネルの延長が約18.2 kmに延伸、日本の道路トンネル最長記録を更新[a 124]。
- 3月8日 - 首都圏中央連絡自動車道寒川北IC - 海老名JCT間が開通、さがみ縦貫道路が全線開通し、既存の開通区間によって関越自動車道から新湘南バイパスまでが接続される[a 125]。
- 3月9日
  - 兵庫県淡路島洲本市で、民家2軒の住民計5名が相次いで刺され死亡、兵庫県警察、近所の住民の男を殺人未遂の現行犯で逮捕、容疑を殺人に切り替えて捜査[a 126]。
  - 富山地方裁判所、富山県氷見市で2002年に起きた氷見事件と呼ばれる強姦事件に関して誤認逮捕され、2年余りの服役の後2007年に再審無罪となった冤罪被害者の男性が、国や同県などに約1億400万円の支払いを求めた国家賠償請求訴訟で、富山県警察の捜査の違法性を認め、同県に1966万円の支払いを命じる一方、国への請求は却下する判決[a 127]。同月12日、富山県側が控訴断念を表明[a 128]。
  - アンゲラ・メルケルドイツ首相訪日、安倍晋三内閣総理大臣との首脳会談後の共同記者会見で、ウクライナ情勢を踏まえロシアのG8復帰が時期尚早だとの認識を示し、ISILなどへのテロ対策や国際連合安全保障理事会改革の推進での協力を確認[a 129]。
- 3月10日
  - 最高裁判所第3小法廷、インターネットで大量に購入した馬券の払戻金を申告せず所得税約5億7000万円を脱税したとして所得税法違反罪に問われた大阪市の元会社員の男性の上告審判決で、5人の裁判官全員一致で、購入手法が「営利目的の継続的行為」であるとして雑所得にあたると判断、30億円近い外れ馬券の購入費を所得から控除できる必要経費と例外的に認定する初めての判断を示し、申告すべき課税額を約5200万円に減額した1審2審の判決を支持、検察の上告を棄却[a 130]。
  - コンビニエンスストア大手ファミリーマート、サークルKサンクスを傘下に持つユニーグループ・ホールディングスと経営統合を目指すことで合意。2016年9月を目処にファミリーマートがユニーグループ・ホールディングスを吸収合併、コンビニ事業を集約することにより、店舗売上を合算したチェーン全店売上高はセブン-イレブンに次ぎ業界2位、店舗数ではセブン-イレブンと同規模となる[a 131]。
  - 鳩山由紀夫元総理大臣が日本政府の中止勧告を無視し、ロシアのビザを使用してモスクワ経由でクリミア半島を訪問し、新ロシア政権クリミア共和国副首相の歓迎を受ける。岸田文雄外務大臣「ロシアによる一方的なクリミア併合は認められないとする日本政府の立場とは相いれず遺憾だ」と懸念を表明[a 132]。
  - 千葉県警察、銚子市の越川信一市長が、直前まで社長を務めていた地元紙で自身の出馬会見や政策などを詳細に報じる一方、対立候補の人格などを批判する記事を掲載したとして、2014年4月に同市民11人から刑事告発された問題で、同市長を含む2名を公職選挙法違反容疑で同日付で書類送検[a 133]。
- 3月12日
  - 横浜地方裁判所、2011年8月から2014年2月までの間に相模原市などの路上で少女7人に刃物を突き付け、車で連れ去るなどした東京都在住の男に、逮捕監禁、脅迫などの罪で懲役22年の判決[a 134]。
  - 文部科学省、45都道府県約2000人の小中学校教員の自宅や学校などに、体罰などへの報復をほのめかし、現金300万円をタイの首都バンコク市内に送るよう要求する脅迫文が相次いで郵送されていた問題で、各都道府県の教育委員会に対し、脅迫文の要求に応じないよう注意喚起[a 135]。
  - （現地時間）2007年1月、アメリカ合衆国カリフォルニア州サンディエゴ郊外のアンザ・ボレゴ砂漠州立公園で遺体で発見され、2011年になりDNA鑑定により身元が判明した島根県出身の女性について、2011年にハワイ州ホノルルで別の窃盗容疑で逮捕された後、同年9月サンディエゴからの逮捕状により殺人容疑で再逮捕されたものの殺人容疑を否認したまま同地に移送された女性の元夫が、司法取引に応じ女性の殺害を自供[a 136][a 137]。
- 3月13日
  - 「トワイライトエクスプレス」、この日札幌駅・大阪駅に到着した各列車をもって1989年7月以来の運行を終了[a 138][注 2]。
  - 福島県大熊町で、福島県内の除染で出た汚染土の中間貯蔵施設への移動作業開始。同日に搬入開始予定だった双葉町の施設については稼動開始を同月25日に延期[a 139]。
  - 国土交通省、東洋ゴム工業が2003年から認可を受け製造出荷している免震ゴムについて、性能データが改竄され、性能不足の製品や不正に性能認定を受けた製品が出荷されていたとして、この免震ゴムが使われた18都府県計55棟の耐震性を確認するよう、同社や各自治体に指示[a 140]。
  - 消費者庁、2012年8月から2013年8月にかけ、「まんがライフ」「まんがくらぶ」等の雑誌の読者プレゼントの当選者数について、実際に景品を支給したのは327人にもかかわらず、架空の当選者名を掲載するなどにより1368人が当選したかのように水増ししていたとして、竹書房に再発防止などを求める行政指導[a 141]。
  - 宮城県大衡村の女性職員、同村の跡部昌洋村長から性的な関係を強要されるなどセクハラを受けたとして、村長に慰謝料など1000万円の損害賠償を求め仙台地方裁判所に提訴[a 142]。
  - JR西日本金沢駅 - JR東日本新潟駅間を走る在来線特急「北越」、北越急行ほくほく線を経由し、越後湯沢駅 - 金沢駅・和倉温泉駅間を走る在来線特急「はくたか」の運転を終了[c 28]（2014年問題）。
- 3月14日
  - JRグループダイヤ改正に伴う各変更
    - 北陸新幹線長野駅 - 金沢駅間開業、東京駅 - 金沢駅間で速達型列車は「かがやき」各駅停車型列車は「はくたか」として運行開始、最速2時間28分で到達可能となった。同時に富山駅 - 金沢駅間で「つるぎ」運行開始[c 28]。
    - 北陸新幹線開業に伴い、JR東日本、JR西日本両社の在来線並行区間が、以下の第三セクター鉄道会社に移管される[a 143]。
      - 信越本線長野駅 - 妙高高原駅：しなの鉄道
      - 信越本線妙高高原駅 - 直江津駅・北陸本線直江津駅 - 市振駅：えちごトキめき鉄道（新設）
      - 北陸本線市振駅 - 倶利伽羅駅：あいの風とやま鉄道（新設）
      - 北陸本線倶利伽羅駅 - 金沢駅：IRいしかわ鉄道（新設）

    - 東海道新幹線、N700A系および改造後のN700系を対象に最高速度を285km/hに引き上げ、東京駅-新大阪駅間の所要時間3分短縮[b 2]。
    - JR東日本、上野東京ライン（事業名称：東北縦貫線計画）開業により、宇都宮線、高崎線と東海道本線の相互直通開始、常磐線は品川駅まで直通[c 28]。
    - 同日到着分をもって寝台特急「北斗星」定期運行終了（臨時列車として8月末まで運行後完全に廃止）、いわゆるブルートレインの定期運行が全廃となる[a 144]。

  - 富士急行線全18駅でSuica導入[a 145]。
  - 筑豊電気鉄道でnimoca導入、車載器で対応[a 146]。
  - 徳島自動車道鳴門JCT - 徳島IC間が開通[a 147]。
  - 福井県警察、同月12日に福井県勝山市内の路上に止めた軽乗用車内で大学院生の女性を絞殺した容疑で、女性を病院に搬送した福井大学准教授の男を逮捕[a 148]。
  - 同月18日まで、仙台市で、第3回国際連合防災世界会議開催。安倍晋三内閣総理大臣、同会議に出席した潘基文国際連合事務総長、および10カ国の首脳らと会談[a 149]。
- 3月18日 - チュニジア・チュニスのバルド国立博物館をイスラム過激派組織アンサール・アル＝シャリーアが襲撃、日本人3人を含む23人が死亡、他日本人観光客3人が負傷[a 150]。
- 3月19日
  - 厚生労働省、難病法による指定難病に196疾患を追加[a 151]。
  - 帝国劇場で、堂本光一主演の舞台「SHOCK#Endless SHOCK 15th Anniversary （2015年）」上演中に舞台セットが倒れ出演者ら6人が負傷[a 152]。
- 3月21日
  - 東日本大震災で被災した石巻線が全線で再開[a 153]。
  - 兵庫県淡路島の淡路夢舞台、国営明石海峡公園、洲本市中心市街地エリアなどを会場に『淡路花博2015 花みどりフェア』開催（-5月31日）[c 29]。
  - 東九州自動車道佐伯IC - 蒲江IC間が開通[c 30]。
  - 第87回選抜高等学校野球大会が甲子園で開幕。
- 3月24日 - フランス南東部で発生したジャーマンウイングス9525便墜落事故で、同機に搭乗していたドイツ在住の日本人2名死亡[a 154]。
- 3月25日 - 海上自衛隊最大の護衛艦、いずも就役[c 31]。
- 3月26日
  - あいの風とやま鉄道線内19駅にICOCA導入、富山県でICOCAを含む10種類のICカード乗車券が利用可能になる[c 32]。
  - 最高裁判所第1小法廷、光市母子殺害事件に関して、2007年5月に橋下徹大阪市長（当時は弁護士）が出演したテレビ番組で弁護団に対する懲戒請求を呼びかけたことが名誉毀損に当たるとして弁護団が橋下市長および読売テレビに損害賠償などを求めた訴訟で、弁護団の上告を退け、弁護団側の請求を棄却した2審広島高等裁判所判決が確定[a 155]
  - 情報収集衛星光学5号機打ち上げ成功[a 156]
- 3月27日
  - 2009年10月から行われた「平成の大修理」を終えた国宝姫路城天守閣の一般公開を再開[a 157]。
  - 本庄第一高等学校男子サッカー部集団万引き事件。
  - 公安調査庁職員風間寛之主任調査官が、2013年6月に、ひかりの輪への立ち入り検査の日程を東京都世田谷区の教団施設に居住していた20代の男性信者（脱会済み）に漏洩したとして、東京地検特捜部が国家公務員法（守秘義務）違反罪で略式起訴した[a 158]。

- 3月29日 - 首都圏中央連絡自動車道、久喜白岡JCT-境古河IC間が開通[c 33]、高尾山IC - 相模原愛川IC間に相模原IC開業[a 159]。
- 3月30日
  - 連続テレビ小説『まれ』放送開始（ - 9月26日）[a 160]。
  - 福島県矢祭町の古張允町長は住民基本台帳ネットワークシステムに接続する旨を発表し、3月30日に接続することとなった[a 161]。全国で唯一未接続だった矢祭町が接続することで全自治体が住基ネットワークに接続することになる。
  - 成田国際空港で、1978年の開港以来続けてきた利用客らへの検問を廃止。代わりに顔認証機能を持つカメラなどが稼働[a 162]。
- 3月31日
  - スズキ、エンジンキー付近から出火する恐れがあるとして、「ソリオ」など乗用車3車種、全国の警察で使用されているミニパトカー2103台を含む計12万5755台をリコール[a 163]。
  - 日本でデジアナ変換サービス（テレビのアナログ放送）の総務省からの要請期間及び地デジ難視対策衛星放送が終了[a 164]。
  - 横浜市中央卸売市場の再編計画で、南部市場を廃止し本場に統合。なお、統合に伴う本場全体の整備完了は2016年度を予定している[d 1]

### 4月
- 4月1日
  - 近畿日本鉄道を中心とした純粋持株会社『近鉄グループホールディングス』が発足[a 165]。
  - 近鉄内部・八王子線の運営が第三セクター鉄道の四日市あすなろう鉄道に移管[a 166]。
  - アマダが持株会社制へ移行し『アマダホールディングス』が発足。現在のアマダの主要事業は分割され、子会社3社へ承継[b 3]。
  - カゴメ、キッコーマン、ケチャップの価格を25年ぶりに4-13%値上げ[a 61]。
  - 東武鉄道100%出資の旅行会社東武トラベルと、元東急グループ系の旅行会社で2013年から東武グループ傘下となっているトップツアーが合併、東武トップツアーズ発足[a 167]。
  - 同日以降新規登録の軽乗用車の自動車税が従来の年7200円から年10800円に、原動機付自転車の税金が同1000円から2000円に、250cc以下の普通自動二輪車の税金が同2400円から3600円にいずれも増税[a 168]。
  - 医薬基盤研究所に国立健康・栄養研究所を統合し、国立研究開発法人医薬基盤・健康・栄養研究所に改組。
  - 介護保険制度見直しにより、特別養護老人ホームへの入所基準が要介護3以上に厳格化される[a 169]。
  - 第87回選抜高等学校野球大会の決勝戦。敦賀気比（福井県）が東海大四（北海道）を3-1で下し、福井県勢、北陸地方の高校としても春夏通じ初優勝、北信越勢としても1954年（第26回）の飯田長姫（現・飯田OIDE長姫）以来61年ぶりの優勝。
- 4月2日 - 佳子内親王が国際基督教大学に入学[a 170]。
- 4月3日
  - 青函トンネルの旧竜飛海底駅から1.2km青森駅寄りの地点を走行中の函館駅発青森駅行スーパー白鳥34号の5号車付近から発煙、列車は緊急停止、乗客124名はトンネルから徒歩で竜飛海底駅へ移動、作業用ケーブルカーで脱出[a 171]。
  - 茨城県行方警察署、3月31日に自宅で知人女性に対し強姦致傷を働いた容疑で、学校法人鹿島学園理事長兼鹿島学園高等学校校長を逮捕、鹿島学園は同容疑者を懲戒解雇処分[a 172]。
- 4月4日
  - 大阪維新の会、および維新の党、衆議院本会議を体調不良を理由に欠席しながら前夜に飲食店で会食していた同党所属の上西小百合衆議院議員（比例近畿ブロック）を、最も重い除籍（除名）処分にすることを決定。橋下徹大阪維新の会代表が直接上西議員と会って議員辞職を求めるも、同議員は辞職を拒否[a 173]。
  - 奈良県長谷寺（本堂・国宝）や明日香村の岡寺で油状の液体がふり撒かれる事件が報道され始める[a 174]。その後も各地で続発している[a 175]。
  - 20時54分から12分間の皆既月食[a 176]。
- 4月5日
  - 菅義偉内閣官房長官が沖縄県を訪問。那覇市で翁長雄志沖縄県知事と名護市辺野古への普天間基地移設問題を巡り初の直接会談を行うも翁長知事は移設に反対し平行線に終わる[a 177]。
  - 徳島空港で、同空港の航空管制を担当する海上自衛隊徳島教育航空群の管制官が、滑走路上で作業をしていた車両への退避指示を忘れ、着陸態勢に入っていた日本航空455便ボーイング767が着陸を回避、やり直すトラブル発生、国土交通省が重大インシデントに認定[a 178]。
- 4月6日 - 警視庁捜査一課、東京都内の駅で1月から2月にかけ「電車内でスプレーがまかれ、けが人が出ている」などとする虚偽の通報が5件相次いだ事件について、東京メトロ銀座線末広町駅に虚偽通報を行った偽計業務妨害容疑で大学生を逮捕[a 179]。
- 4月7日 - 群馬県警察、同月2日と6日に、群馬県高崎市の高崎駅周辺やアピタ高崎店などで買い物中の女性が硫酸をかけられて足などにやけどを負った事件について、防犯カメラの映像に映っていた男を傷害と器物損壊容疑で逮捕[a 180]。
- 4月8日
  - 成田国際空港、LCC専用ターミナルとなる第3旅客ターミナル供用開始、併せて、従来料金を徴収していなかった国内線利用者から、旅客サービス施設使用料の徴収を開始[c 34]。
  - 天皇、皇后と共に、歴代天皇として初めてパラオを訪問。トミー・レメンゲサウ パラオ大統領主催の晩餐会には、同大統領夫妻に加え、マニー・モリ ミクロネシア連邦大統領夫妻、クリストファー・ロヤック マーシャル諸島大統領夫妻らも出席[a 181]。翌9日に太平洋戦争激戦地のペリリュー島を訪問[a 182]。
- 4月9日
  - 最高裁判所第1小法廷、2004年2月に愛媛県今治市の小学校の校庭で子供たちが放課後にサッカーをしていた際、男児がゴールに向けて蹴ったボールが高さ1.3mの門扉を越えて道路に転がり、オートバイを運転していた男性がよけようとして転倒、足の骨折などで入院し、約1年4カ月後に肺炎で死亡した件について、死亡した男性の遺族が男児の両親を相手に損害賠償を求め訴え、1審大阪地方裁判所、2審大阪高等裁判所ともに男児の過失を認め、大阪高裁が両親の監督責任も併せて認め約1180万円の賠償を命じていた裁判の上告審で、「通常は人身に危険が及ぶものとはみられない行為によって、たまたま人身に損害を生じさせた場合は、当該行為について具体的に予見可能であるなど特別の事情が認められない限り、子に対する監督義務を尽くしていなかったとすべきではない」と初の判断基準を示し、大阪高裁判決を破棄し原告の請求を棄却、遺族側の逆転敗訴確定[a 183][a 184]。
  - 総額96兆円の2015年度の予算案を参議院本会議で可決成立[a 185]。
  - 外務省、シリアへの渡航を思いとどまるよう説得するも拒否されたため2月7日に命令書を交付しパスポートを返納させたものの、3月に再度パスポートの発給申請を提出していたフリーカメラマンに対し、シリアとイラクには入国できない行先限定のパスポートを発給[a 186]。
  - 読売新聞の東京本社発行版（北海道・北陸・中部の各支社発行版含む）が紙齢50,000号を達成[a 187]。
- 4月10日 - 日経平均株価が一時、取引時間中としてITバブル時代の2000年4月17日以来ほぼ15年ぶりに2万円台を回復[a 188]。
- 4月12日
  - 6時10分頃、東京都千代田区のJR東日本山手線神田駅 - 秋葉原駅間で、架線を支える柱が倒れているのを、並走する京浜東北線の運転士が発見、撤去作業のため、9時間以上にわたり両線の運転を一部区間で見合わせ、電車715本が運休し約41万人に影響。JR東日本は異常を同月10日時点で把握していながら応急処置をしておらず、国土交通省関東運輸局がJR東日本に再発防止策を講じるよう文書で警告、JR東日本も記者会見で常務が謝罪[a 189]。
  - 統一地方選挙（前半戦）投開票[a 190]。
    - 10知事、5政令指定都市市長の選挙中、現職が立候補した14自治体で全て現職候補が当選[a 191]。
    - 新人同士の対戦となった札幌市長選挙は、民主・維新が推薦した候補が、自民推薦候補や共産公認候補らを退けて初当選[a 192]。
- 4月14日
  - 福井地方裁判所、福井県など4府県の住民9人の申し立てを受け、関西電力高浜原子力発電所3・4号機について、再稼動を差し止める仮処分命令を関西電力に下す[a 193]。
  - 20時5分頃、広島空港に着陸しようとしたアシアナ航空162便エアバスA320が着陸後に滑走路から外れ停止する事故が発生、22人がけが。同空港は滑走路を閉鎖[a 194]。
  - 韓国政府、朴槿恵大統領への名誉毀損で在宅起訴され、8か月にわたり出国禁止命令を出していた産経新聞前ソウル支局長に対する措置を解除、前支局長は同日夜日本に帰国[a 195]。
- 4月15日
  - 厚生労働省、聖マリアンナ医科大学病院の精神科医20人に対して、精神保健指定医の資格を不正取得した疑いで指定医資格を取り消す処分。うち11人は、実際には治療に関与していない患者を診察したと偽って指定を申請していたため、同省は同様の不正がないか過去に遡って調査[a 196]。
  - 公正取引委員会、東京湾水先区水先人会（横浜市）と伊勢三河湾水先区水先人会（愛知県半田市）に対し、港湾で船を誘導する水先人に船会社と自由に契約させず、所属する水先人に輪番制で業務を割り当て、案内料もほぼ均等に配分していたことが私的独占の禁止及び公正取引の確保に関する法律（独占禁止法）違反（事業者団体による構成事業者の活動制限）に当たるとして再発防止を求める排除措置命令[a 197]。
- 4月19日 - 千葉県で少女Aが行方不明となり、23日に容疑者4人のうち3人（うち一人は少女B)を逮捕した。また、容疑者の供述により、24日に少女Aの遺体を発見した[2]。また、同日残り一人の容疑者が出頭し全員逮捕された。金銭トラブルが原因とみられ、少女Bが他の3人の容疑者に依頼するかたちで少女Aは生き埋めによって殺害された[a 198]。
- 4月22日 - 首相官邸屋上にて墜落したドローンが発見される[a 199]。
- 4月26日
  - 午前11時35分ごろ、北海道苫小牧市のホクトの工場内で出火があり、4人が死亡した[a 200]。
  - 統一地方選挙（後半戦）が行われる[a 190]。
- 4月30日 - オウム真理教事件の高橋克也に東京地裁は無期懲役の判決[a 201]。

### 5月
- 5月1日
  - SIMロックの解除が義務化[a 202]。
  - エスビー食品、カレー、シチューなど家庭用の即席製品を約8%値上げ[a 203]。
- 5月3日 - 特定秘密の保護に関する法律の反対活動を行っていたSASPLの後継団体として、自由と民主主義のための学生緊急行動（SEALs）発足[c 35]。
- 5月6日 - 気象庁は、箱根山に火口周辺警報を発表し、噴火警戒レベルを1（平常）から2（火口周辺規制）に引き上げた。神奈川県箱根町の大涌谷周辺では小規模な水蒸気噴火が起きる可能性があり、立ち入りを規制[a 204]。
- 5月7日
  - 競艇選手の1485加藤峻二が現役引退。登録1000番台の選手は全員引退した[a 205]。
  - 岐阜県恵那市に住む女が、約半世紀前に死亡した両親の生存を装い、年金を不正に受給していたとして逮捕。両親の年齢があまりにも高齢だった事を不審に思った日本年金機構による調査で発覚。不正受給金額は5000万円以上に上ると見られるが、その大半が公訴時効（7年）を迎えている[a 206]。
- 5月9日 - 日本動物園水族館協会が、世界動物園水族館協会から4月21日付で会員資格停止処分を受けていたことが判明。和歌山県太地町で追い込み漁によって捕獲されたイルカを、国内の水族館が入手していたことが倫理規定に違反していると指摘される[a 207]。
- 5月10日 - 宮城県宮城郡松島町のマリンピア松島水族館が閉館[a 208]。
- 5月17日 - 大阪都構想の是非を問う住民投票が大阪市の住人約210万人を対象に実施され、反対多数で否決。提唱者であった橋下徹市長は政治家引退を表明[a 209]。
- 5月18日 - 維新の党代表・江田憲司が大阪都構想の住民投票で反対多数となった責任をとり、代表辞任[a 210][a 211]。
- 5月19日 - 維新の党は江田憲司代表の辞任を受け、国会内で両院議員総会を開き、松野頼久幹事長を新代表に選出した。松野新代表は、後任の幹事長に柿沢未途政調会長を指名した[a 212]。
- 5月22日
  - 気象庁は、群馬、長野県境の浅間山で、4月下旬から火山性地震が増加していると発表した。山頂の火口から500メートルの範囲内で、火山灰や火山ガスが突発的に噴出する可能性があるという。機動観測班を派遣し、調査する[a 213]。
  - 午後10時28分ごろ、奄美大島近海を震源とする地震があり、鹿児島県奄美市で震度5弱の揺れを観測した。気象庁によると、震源の深さは21キロ、地震の規模（マグニチュード）は5.1と推定される。津波は観測されなかった[a 214]。
- 5月23日 - コーヒーチェーン大手のスターバックスコーヒージャパンは、47都道府県で唯一出店してなかった鳥取県に第1号店をオープン[a 215]。
- 5月26日 - 日本初の一般向けパソコン雑誌「週刊アスキー」がこの日発売分の6月9日号（1032号）をもって印刷版は休刊。同時に公式サイトを『週刊アスキー』へ改名[a 216]。翌週6月2日から電子書籍版のみの発刊に移行した[a 217]。
- 5月29日 - 口永良部島 新岳で爆発的噴火。噴煙高さ9,000m以上。火砕流が海岸まで到達、噴火警戒レベル5となる[b 4]。
- 5月30日
  - 20時23分、小笠原諸島西方沖(北緯27度51.6分、東経140度40.9分)を震源として地震発生。震源の深さは682kmで、地震の規模を示すマグニチュードはMj（気象庁マグニチュード）で8.1、Mw（モーメントマグニチュード）で7.8[b 5]。この地震では異常震域現象が発生し、気象庁が1885年に地震の観測を開始して以降初めて、震度1以上の揺れを47都道府県全てで観測した[a 218]。
  - 東日本大震災で被災した仙石線が全線で運転再開[a 219]。同時に仙石東北ラインが開業[c 36]。
- 5月31日 - 神奈川県川崎市の百貨店「さいか屋川崎店」がこの日限りで閉店[a 220]。これにより、川崎市は政令指定都市の中では初めて市内に百貨店が一つもない市となる。

### 6月
- 6月1日
  - 日本年金機構、外部からの不正アクセスによって年金の受給者と加入者の個人情報約125万件が外部に流出したことを発表。職員が、パソコンに届いたウイルス入りの電子メールのファイルを開いたことが原因とされている[a 221]。
  - 自転車の悪質・危険な運転者に安全講習の受講を義務付ける改正道路交通法が施行[a 222]。
- 6月4日
  - 午前4時34分ごろ、北海道の釧路地方中南部を震源とする地震があり、釧路市で震度5弱の揺れを観測したほか、北海道内で震度3〜1を観測した。気象庁によると、震源の深さはごく浅く、地震の規模（マグニチュード）は5.0と推定される[a 223]。
  - 衆議院で公職選挙法の改正案が可決。参議院に送付。投票権の年齢を18歳以上に改定、2016年参議院議員通常選挙からの適用を予定している[a 224]。
- 6月6日 - 北海道砂川市の国道12号で乗用車と軽ワゴン車が衝突、軽ワゴン車に乗っていた家族のうち4人が死亡。うち一人は、車外に投げ出された際に走ってきた後続車に引きずられて死亡したとみられており、北海道警察は事故の翌日に出頭してきた後続車の男を道路交通法違反容疑で、最初に事故を起こした男を自動車の運転により人を死傷させる行為等の処罰に関する法律違反の容疑でそれぞれ逮捕した[a 225]。
- 6月7日
  - 青森県知事選挙が行われ、現職の三村申吾が、新人の大竹進を退け4選を果たした[a 226]。
  - 首都圏中央連絡自動車道の神崎IC-大栄JCT間が開通[c 37][a 227]。
  - 4月に実施された千葉県議会議員選挙で、飲食の接待をして投票のとりまとめを依頼したとして、公職選挙法違反（供応買収、事前運動）で、指定暴力団住吉会の関功会長ら3人が逮捕された[a 228]。
- 6月7日-8日 - ドイツバイエルン州エルマウ城で第41回先進国首脳会議。クリミア危機の影響で前回に引き続きロシアを除くG7の枠組みで開催。日本からは安倍晋三首相が出席。
- 6月10日 - 東京海上ホールディングスは、米保険大手のHCCインシュアランス・ホールディングスを約75億ドル（約9400億円）で買収すると発表した。日米金融当局の認可などを得た上で、年内に完全子会社化する。買収額は国内保険会社による海外企業の合併・買収（M&A）で過去最大[a 229]。
- 6月11日
  - 九州では梅雨前線が活発化して大雨となり、気象庁は11日夜遅くにかけて土砂災害や河川の増水、低地の浸水に厳重に警戒するよう呼び掛けた。熊本県の大半の市町村と長崎県の雲仙市、南島原市には土砂災害警戒情報が出され、両県の14市町村で計約37万人に避難指示・勧告が出された[a 230]。
  - 道路交通法改正案が衆議院本会議で可決成立、75歳以上の認知症診断義務などが盛り込まれた[a 231]。
- 6月14日 - ローソンと佐川急便を傘下に持つSGホールディングス、共同出資会社「SGローソン」を設立、まず都内のローソン20店で個人宅にインターネット通販商品などの配送を始めるなどコンビニエンスストアを拠点とする宅配サービスを展開、2017年度までにローソン1000店にサービスを拡大予定[a 232]。
- 6月16日
  - 気象庁は、群馬・長野県境の浅間山の山頂火口でごく小規模な噴火が起きたもようと発表した。山頂に雲がかかり噴煙は観測できないが、午前9時半ごろに山の北側約4キロで微量の火山灰が降ったのが確認された。浅間山の噴火は2009年5月27日のごく小規模な噴火以来、6年ぶり[a 233]。
  - 福岡県警察刑事部捜査第二課は、傘下組織から集めた上納金のうち約2億2700万円を隠し、所得税約8800万円を脱税したとして、指定暴力団工藤会総裁を所得税法違反容疑で再逮捕[d 2]。県警によると、上納金の一部を暴力団トップの個人所得とみなして、所得税法違反で立件するのは全国で初めて[a 234]。
- 6月17日 - 選挙権の年齢を20歳以上から18歳以上へと引き下げた公職選挙法改正案が参議院で可決成立[a 235]。
- 6月18日
  - 京都市伏見区で、豊臣秀吉が16世紀末に築城したとされる最初期の伏見城の遺構が見つかったと発表した。堀や石垣の跡から金箔が貼られた瓦などが多数出土しており、近くに本丸があった可能性があるという。遺構は同区のマンション建設予定地で見つかった[a 236]。
  - 気象庁は、鹿児島県・口永良部島の新岳が午後0時17分ごろ噴火した模様だと発表。5月29日の爆発的噴火よりも規模は小さいとみられる。同庁によると、噴火に伴う火山性微動を観測。地震計や空振計のデータなどから噴火が起きたと判断した[a 237]。
- 6月25日
  - 九州では、梅雨前線の影響で南部を中心に大雨となった。前線が北上するほか、低気圧が日本海西部に進むため、気象庁は九州全域で土砂災害や河川の増水、低地の浸水に警戒するよう呼び掛けた。鹿児島県の種子島空港では25日午前10時10分ごろまでの1時間に、77.5ミリの非常に激しい雨を観測。西之表市と三島村に土砂災害警戒情報が発表された[a 238]。
  - 闇サイト殺人事件の死刑囚の死刑が執行された。当日の死刑執行者は1名[a 239]。
- 6月30日 - 東海道新幹線のぞみ225号の車内で焼身自殺、小田原市内で緊急停車、死者も出た[a 240]。

### 7月
- 7月1日

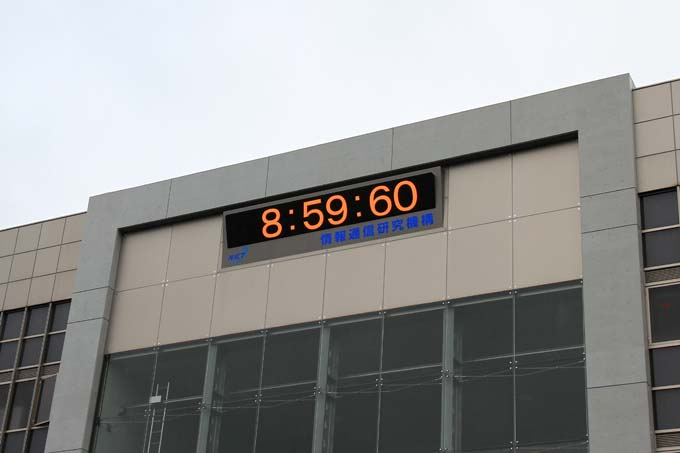
情報通信研究機構の大時計。閏秒である60秒が表示されている。

  - 情報通信研究機構の大時計。閏秒である60秒が表示されている。閏秒が適用され、日本標準時では8時59分59秒と9時00分00秒の間に8時59分60秒が追加される[c 38]。
  - 仙台市宮城野区の仙台港後背地に、仙台うみの杜水族館開館[a 208]。
- 7月3日 - 厚生労働省は日本人抑留死175人の身元が新たに特定された[a 241]。
- 7月5日
  - 群馬県知事選挙が行われ、現職の大沢正明が新人で共産党地区役員の萩原貞夫（無＝共産推薦）を破り、3選[a 242]。
  - 第39回世界遺産委員会にて「明治日本の産業革命遺産 製鉄・製鋼、造船、石炭産業」が、世界遺産に登録されることとなった[b 6]。
- 7月16日
  - 安全保障関連法案が衆議院本会議で可決[a 243]。
  - 第153回直木賞に東山彰良の『流（りゅう）』[c 39]、第153回芥川賞に羽田圭介の『スクラップ・アンド・ビルド』と又吉直樹の『火花』をそれぞれ選出[c 40]。
  - 台風11号が高知県室戸市に上陸[a 244]。
- 7月17日
  - 安倍首相が新国立競技場計画の白紙撤回を表明[a 245]。
- 7月18日 - 京都縦貫自動車道が全線開通[a 246]。
- 7月21日
  - 大手総合電機メーカーの東芝は不適切会計問題に於ける第三者調査委員会の調査報告を発表すると共に、田中久雄社長ら歴代三社長の役職辞任を含む取締役人事の刷新等を行い、不適切会計問題の経営責任を明確化する旨を表明した[b 7][a 247]。
  - 山口放送、ワイドFM（エフエムKRY）の本放送（山口FM局、周南/92.3MHz・1kW）を開始した[c 41]。その後、美祢FM局（86.4MHz・100W）が11月29日に開局[e 2]。ただし、FM補完放送ではあるが、90MHz以下の周波数帯のため「ワイドFM」にはならない[e 3]。また、長門FM局も年内に開局する予定[e 4]。
- 7月23日 - 油井亀美也宇宙飛行士を乗せたソユーズ宇宙船が打ち上げられ、国際宇宙ステーション（ISS）に行った[a 248]。
- 7月24日
  - 2020年東京五輪の開会式まであと5年となり、大会組織委員会が東京五輪・パラリンピックのエンブレムを発表し、国内外の104作品からアートディレクターの佐野研二郎の作品が選出された[a 249]。
  - 日本経済新聞社は、英有力経済紙フィナンシャル・タイムズ・グループを親会社の英出版大手ピアソンから買収することで合意したと発表した。買収額は8億4400万ポンド（約1600億円）で、日本のメディアによる海外企業の買収案件では過去最大[a 250]。
- 7月25日 - 東京都調布市にて、当日午前11時頃に小型飛行機が住宅街に墜落する事故が発生した[a 251]。
- 7月28日 - 参議院で公職選挙法改正案が可決成立、2016年参議院選挙から10増10減になり、鳥取県・島根県と高知県・徳島県が合区になる[a 252]。他に宮城県・新潟県・長野県は1人区（2議席減少）に、北海道・東京都・愛知県・兵庫県・福岡県は定数1増（2議席増）。
- 7月28日 - 世界スカウト機構主催の第23回世界スカウトジャンボリーが山口県・きらら浜で開催。8月8日まで[a 253]。
- 7月29日 - Microsoft Windows 10 の無料アップグレード提供開始[a 254]。
- 7月30日 - 石油元売り大手で国内2位の出光興産は同5位の昭和シェル石油の株式の33.3%を英・オランダ系石油会社ロイヤル・ダッチ・シェルから取得すると発表した。出光は昭和シェルを持ち分法適用会社とし、株式取得後できるだけ早い時期の経営統合を目指す。ガソリンスタンドとしての出光、昭和シェルの両ブランドは、統合後もそのまま維持する方針[a 255]。
- 7月31日
  - 北海道苫小牧沖で商船三井フェリー所有のカーフェリー「さんふらわあ だいせつ」から火災が発生。乗客乗員合わせて94人のうち93人が脱出するも、2等航海士の男性が行方不明となり[b 8]、8月3日に死亡が確認された[b 9]。
  - アートディレクターの佐野研二郎がデザインした2020年東京五輪のエンブレムがベルギーのリエージュ劇場のロゴと酷似していると指摘されている問題で、劇場のロゴをデザインしたデザイナーの弁護士は、著作権侵害の疑いがあるとして、使用差し止めを求める申立書を、国際オリンピック委員会（IOC）に送付したことを明らかにした[a 256]。

### 8月
- 8月1日 - 近畿日本鉄道鉄道線全線全駅PiTaPaが導入完了。[要出典]
- 8月5日 - JR東海のN700系0番台から2000番台、JR西日本のN700系3000番台から5000番台への改造が完了（全般検査施工時に改造）する[b 10][注 3]。日付はJR東海浜松工場での式典日で記載。
- 8月6日
  - 広島市で原爆投下から70年の節目の「原爆の日」を迎えたこの日、平和記念公園で「平和記念式典」が行われ、海外から過去最多となる100カ国の代表を含む、およそ5万5000人が参列[a 257]。
  - 前身大会から数えて、創設100年の節目となる第97回全国高等学校野球選手権大会が、兵庫県西宮市の阪神甲子園球場で開幕[a 258]。
- 8月9日
  - 埼玉県知事選挙が行われ、現職の上田清司が、新人4人を破り4回目の当選を果たす[a 259]。
  - 長崎に原子爆弾投下から70年を迎えたこの日、長崎市の平和公園で長崎原爆犠牲者慰霊平和祈念式典が行われ、被爆者や遺族などおよそ6800人のほか、原爆を投下したアメリカから核軍縮を担当する政府高官が初めて出席するなど、これまでで最も多い75か国の代表が出席[a 260]。
- 8月11日 - 鹿児島県川内市の九州電力・川内原子力発電所1号機が、福島第一原子力発電所事故後に策定された原子力規制委員会の新規制基準に則って初めて再稼働した[a 261]。
- 8月13日 - 大阪府高槻市で、寝屋川市内の中学校に通う女子生徒の遺体が発見される[a 262]。大阪府警は、この女子生徒の遺体を遺棄した容疑で寝屋川市内に住む契約社員の男を逮捕。また、この女子生徒と行動を共にしていたとされている同級生の男子生徒も行方不明になっていたが、後に柏原市の竹林で遺体となって発見されている[a 263]。
- 8月14日 - 内閣総理大臣：安倍晋三が首相官邸で第二次世界大戦終結70年を迎えるに当たっての『安倍内閣総理大臣談話』を閣議決定の上、記者会見を開いて発表した[c 42][a 264]。
- 8月15日
  - 第二次世界大戦から終結70年となる終戦の日を迎え、東京・日本武道館にて全国戦没者追悼式が執り行われた[a 265]。
  - 気象庁は2015年8月15日10時15分、鹿児島県・桜島の噴火警戒レベルを「入山規制」の3から「避難準備」の4に引き上げたと発表した[a 266]。
- 8月16日 - この日を境にJR東日本関連の施設で不審火が相次ぐ[a 267]。
- 8月19日 - 国際宇宙ステーションに物資を補給する日本の無人宇宙補給機、「こうのとり5号機」が午後8時50分、H2Bロケットで鹿児島県の種子島宇宙センターから打ち上げられ、打ち上げは成功した[a 268]。
- 8月20日
  - 岩手県知事選挙が告示され、現職の達増拓也以外に立候補の届け出がなかった為、無投票により達増の3回目の当選が決定した[a 269]。
  - 2014年に発生し、75人が犠牲となった『平成26年8月豪雨による広島市の土砂災害』から1年を迎えて慰霊式が執り行われた[a 270]。
  - 第97回全国高等学校野球選手権大会の決勝戦が阪神甲子園球場で行われ、東海大相模（神奈川）が、10 - 6で仙台育英（宮城）を下し、1970年（第52回）以来45年ぶり2回目の優勝。
- 8月23日 - 同日上野駅到着分をもって臨時寝台特急「北斗星」の運行終了。ブルートレインの半世紀以上の歴史に幕を閉じる[a 271]。
- 8月24日 - 日本の無人宇宙補給機、「こうのとり5号機」が国際宇宙ステーション（ISS）に到着。午後7時29分、ISSに長期滞在中の油井亀美也が操作するロボットアームでキャッチされ、翌日午前2時28分にドッキングが完了した[a 272]。
- 8月27日 - 国内最大規模の指定暴力団山口組が、傘下の13の団体を絶縁・破門の処分にしたことが判明。6代目組長篠田建市の出身母体である弘道会の本拠地がある名古屋市に総本部を移転させる動きに対し、関西地方に拠点を持つ山健組や宅見組等の諸団体が反発した形で、事実上の分裂状態となっている[a 273]。
- 8月28日 - 大阪の路面電車阪堺電気軌道の住吉〜住吉公園間の廃止届を提出[c 43]。
- 8月30日 - 紀勢自動車道 南紀白浜IC - すさみ南ICが開通[b 11]。

### 9月
- 9月1日
  - スーパー大手のダイエーは、北海道と九州の店舗をイオンなどの同グループ内の店舗ブランドに屋号を変更[a 274]
  - 2020年東京五輪組織委員会は、佐野研二郎がデザインした大会エンブレムの使用を中止する方針を固めた[a 275]。
- 9月6日
  - 岩手県議会議員選挙投開票[a 276]。
    - 党派別は自民13、民主5、公明1、共産3、社民2、生活6、無所属18。改選前から1増となった自民が引き続き第一党を守り、同じく1増の共産は過去最多の3議席となった。公明が唯一の議席を守ったほか、民主も現有5議席にとどまった。一方、社民は1減、地元出身の小沢一郎が党首を務める生活は地盤の県南部で現職3人が落選し2議席を減らす[a 277]。
- 9月8日
  - 自由民主党総裁・安倍晋三の任期満了に伴う、自由民主党総裁選挙が告示され、現職の安倍以外に立候補者がいなかったことにより、安倍の無投票再選が決定[c 44]。
  - 横浜銀行と東日本銀行は来年4月の経営統合で最終合意したと発表した。新設する共同持ち株会社「コンコルディア・フィナンシャルグループ」の傘下に2行が入る。両行はそのまま存続し、名前も残る。持ち株会社の社長に横浜銀の寺沢辰麿頭取、副社長に東日本銀の石井道遠頭取が就く。合併後の両行の総資産は合計約17.5兆円（2015年3月末時点）と地銀首位になる[a 278]。
  - 同年5月の司法試験において、自身が作成した試験問題を教え子の20代女性受験者Aに漏洩させたとして、明治大学教授青柳幸一を法務省から考査委員を解任するとともに、国家公務員法（守秘義務）違反容疑で東京地検特捜部に告発された。司法試験の漏洩により法務省が刑事告発するのは初めてであった。
- 9月10日 - 台風18号から変わった低気圧の影響で、関東地方に湿った空気が流れ込み激しい雨が降り続け、午前0時20分に栃木県に、午前7時45分に茨城県に大雨特別警報が発表される。関東地方の河川でははん濫する箇所が相次ぎ、このうち茨城県常総市では鬼怒川の堤防が決壊し甚大な被害が発生[a 279]。
- 9月11日
  - 10日からの大雨が東北地方でも降り続き、午前3時20分に宮城県に大雨特別警報が発表される。宮城県大崎市の渋井川の堤防が決壊[a 280]。上の茨城被害も入れると平成27年9月関東・東北豪雨と言う名称となった。死者は8名、負傷者46名。
  - 日本生命保険（日生）は、三井生命保険を買収すると発表した[a 281]。日生と三井は11日付で経営統合の基本合意書を締結。主要国内生保の再編は、明治安田生命保険とT&Dホールディングスが発足した2004年以来、約11年ぶり。日生が11月上旬までにTOB（株式公開買い付け）を始め、来年3月末に三井を子会社化する。なお「三井生命」の屋号は変更なし。これに伴い、日生は第一生命保険を抜いて業界首位に返り咲く見込み。
- 9月12日 - 埼玉県浦和警察署地域課の男性巡査部長が住居侵入及び殺人の疑いで逮捕される（後に懲戒免職・住居侵入及び強盗殺人で起訴）[a 282][a 283][a 284]。
- 9月13日 - 山形市長選挙が投開票され、無所属の新人で自民・公明・次世代・改革が推薦の佐藤孝弘が、民主・共産・社民・生活が推薦する無所属の新人で元防衛省職員の梅津庸成、飲食店経営の五十嵐右二を退け、初当選[a 285]。
- 9月14日
  - この日から9月16日にかけて、埼玉県熊谷市で6人が殺害される[a 286]。
  - 気象庁は、熊本県・阿蘇山の中岳第1火口で同日午前9時43分ごろ、噴火が発生したと発表した[a 287]。
- 9月15日
  - 食肉加工2位の伊藤ハムと7位の米久は来年4月1日に共同持ち株会社を設立し、経営統合することで基本合意したと発表した。連結売上高は単純合算で6300億円超となり、業界3位のプリマハムを引き離すと同時に首位の日本ハムグループに次ぐ2位の座を固めることになる[a 288]。
  - 東京都内のJR東日本の施設で不審火が相次いだ一連の事件で、このうち同社の品川変電所の敷地に火を付けたとして、警視庁渋谷署捜査本部は、威力業務妨害容疑で42歳の男を逮捕[a 289]。
  - 大阪の第二地方銀行で三菱UFJフィナンシャル・グループ系の大正銀行は、香川銀行と徳島銀行を傘下に置くトモニホールディングス（高松市）と、平成28年4月に経営統合することで最終合意したと発表。来年4月1日、株式交換により大正銀がトモニHD傘下に入る形での統合となる[a 290]。
- 9月16日 - JR北海道・JR東日本はそれぞれ札幌と東京の本社で記者会見を行い、北海道新幹線の開業日を「2016年3月26日」とすることを正式に発表。また、運行本数も正式に発表され、1日13往復で、うち10往復は乗り換えなしで新函館北斗と東京を直結する列車となる。最速4時間前後で道南の中核都市と首都圏を結ぶことになる[a 291]。
- 9月18日 - 前日に南米のチリで起きた巨大地震でその余波の津波が日本列島の太平洋全域を中心に最大80cmの津波が観測された[a 292]。
- 9月19日
  - 未明、参院本会議において安全保障関連法案（集団的自衛権の限定的な行使容認を含む安全保障関連法案）の採決が行われ、自民・公明の与党ならびに、元気・次世代・改革の野党3党の賛成多数により可決成立[a 293]。なお採決の結果は、投票総数は238で、賛成票は148、反対票は90だった。
  - ラグビーの日本代表は2015年ワールドカップイングランド大会、1次リーグB組初戦で過去2回の優勝を誇る強豪・南アフリカに34-32で逆転勝ち。歴史的勝利を収めた[a 294]（ラグビーワールドカップ2015日本対南アフリカ
- 9月21日 - タレント・歌手のアグネス・チャンの公式ツイッターに「9月21日ナイフでメッタ刺しにして殺しますよ。児童ポルノを認めないと君のアグネス御殿は血まみれになりますよ」などと殺害を予告する投稿があったことがわかり、警視庁が脅迫容疑で捜査を始めた[a 295]。後に、犯人の少年は逮捕され、動機について「慈善活動をしているのに、豊かな生活をしているのが許せなかった」と語っている[a 296]。
- 9月23日 - 元女子プロレスラーでタレントの北斗晶が、自身のブログ内において、自らが乳がんであることを告白した[a 297]。
- 9月25日 - 下村博文文部科学大臣が記者会見で、2020年東京五輪のメインスタジアムの新国立競技場整備計画が白紙撤回された責任を取り、内閣改造にあわせて辞任すると表明[a 298]
- 9月26日 - 和歌山県で第70回記念国民体育大会(紀の国わかやま国体)開幕。10月4日まで[c 45]。
- 9月27日
  - 現職市長の急死に伴う北見市長選は投開票の結果、無所属新人の前北見市常呂自治区長の辻直孝（自民、民主、新党大地推薦）が、無所属新人の前共産党北見地区委員会委員長代行の菅原誠（共産推薦）を大差で破り、初当選[a 299]。
  - 任期満了に伴う大阪府東大阪市議選（定数38）が投開票。
    - 政務活動費の不正支出が相次ぎ、議会改革が大きな争点となった同選挙は、38議席を54人で争う激戦。「政活費の一時廃止」を公約に掲げた大阪維新の会が初めて候補8人を擁立し、全員当選を果たした。自民党は候補8人のうち2人が落選、民主党は唯一の候補が、公明党は10人全員がそれぞれ当選した。共産党も8人中当選は6人。他に、その他の諸派1人、無所属6人が当選[a 300]。
- 9月28日
  - NHK連続テレビ小説『あさが来た』放送開始（ - 2016年4月2日）[c 46]。
  - 2020年東京五輪組織委員会は、2020年東京五輪における追加種目として「野球・ソフトボール」「空手」「スケートボード」「スポーツクライミング」「サーフィン」の5競技18種目を国際オリンピック委員会（IOC）へ提案することを発表。なお6月時点で決まっていた種目の候補のうち「スカッシュ」「ボウリング」「太極拳などの武術」は落選[a 301]。
  - 読売ジャイアンツ所属選手による野球賭博が発覚。

### 10月
- 10月1日
  - 第20回国勢調査。
  - スポーツ庁設置。初代長官は、元水泳日本代表で日本水泳連盟前会長の鈴木大地[a 302]。
  - 防衛装備庁設置。初代長官は渡辺秀明[a 303]。
  - 江崎グリコがグリコ乳業を吸収合併[a 304]。
  - 肥後銀行と鹿児島銀行が経営統合、持株会社「九州フィナンシャルグループ」を設立、頭取に上村基宏鹿児島銀行頭取、会長に肥後銀行の甲斐隆博頭取が就任、持株会社の本社機能は熊本市に、登記上の所在地は鹿児島市とする[a 305]。
  - 北九州モノレールにSUGOCAを導入[c 47]。
  - 大阪維新の会の橋下徹代表と松井一郎幹事長は、大阪市内のホテルで会見を行い、国政新党「おおさか維新の会」を結成したことを発表[a 306]。
  - CBCラジオと東海ラジオ放送の在名ラジオ局2社が愛知県と岐阜県の県境にある三国山から、長崎県のNBCラジオが長崎市の稲佐山と諫早市の五家原岳から、都市型難聴・災害対策のFM補完中継局として、FMサイマル放送を開始[c 48][c 49][c 50]。
  - 愛知県名古屋市内のダイエー5店舗がイオンリテールの運営に移行したのに伴いイオンに屋号を変更[a 307]。
- 10月2日
  - 外食チェーン大手のワタミは、介護事業を運営する子会社の「ワタミの介護」を、損保ジャパン日本興亜ホールディングスに売却すると発表した[a 308]。
  - 人気アニメ『ルパン三世』の最新テレビシリーズが日本テレビ系列にて、30年ぶり[注 4] に放送スタート（詳細は「ルパン三世 PART IV」を参照）
- 10月3日 - バングラデシュ北西部で日本人が殺害されて、過激派組織「イスラム国」（IS）を名乗り、犯行を認める声明が出る[a 309]。
- 10月4日 - 名張毒ぶどう酒事件の死刑囚が肺炎のため、収容先の八王子医療刑務所で死去[a 310]。
- 10月5日
  - ノーベル生理学・医学賞に大村智が選ばれたことが発表された[a 311]。
  - この日以降順次マイナンバーが通知される[c 51]。
  - 警視庁田園調布警察署で地域課の警部補が拳銃自殺を図った疑い[a 312]。
  - 冨士大石寺顕正会会員の男3人が、19歳の男子大学生に東京見物に行かないかなどと嘘を言って車に乗せ、東京都板橋区の東京会館の近くまで連れ去ったとして、未成年者誘拐の疑いで警視庁公安部に逮捕された[a 313]。
- 10月6日 - ノーベル物理学賞に梶田隆章が選ばれたことが発表された[a 314]（2015年日本人受賞者は2人）。
- 10月7日 - 第3次安倍第1次改造内閣が発足[a 315]
- 10月8日
  - 経済産業省は、2016年4月の電力小売全面自由化に先立ち、電力販売を行う「小売電気事業者」の電力小売事業者登録の第1弾として、昭和シェル石油やケイ・オプティコムなど40社を登録した[a 316]。
  - 超大型の台風23号が北海道に接近し、北海道の沿岸部を中心に大雨・暴風・高潮などの被害に見舞われる[a 317]。なお、台風は昼ごろに温帯低気圧になるも、勢いが衰えることなく道内に被害をもたらした。
  - 午後10時前、広島市中区の繁華街にある雑居ビルが全焼。死者3人[a 318]。
- 10月13日
  - 沖縄県の翁長雄志知事は、米軍普天間飛行場（宜野湾市）の移設先とされている名護市辺野古沿岸部の埋め立て承認の取り消しを正式決定した[a 319]。
- 10月14日
  - 維新の党は、橋下大阪市長らが結成を表明している新党に合流する考えの片山参院議員会長ら3人を除名処分にすることを決めた。執行部はまた、橋下が代表をつとめる地域政党「大阪維新の会」に所属している国会議員9人も15日に除名処分にする方針[a 320]。
  - 三井不動産レジデンシャルが販売した横浜市都筑区の大型マンション「パークシティLaLa横浜」の基礎工事で、くいの一部が地中の硬い地盤に達しておらず、くい打ちの適正さを示すデータも本来のものでなかったことが分かった。これに関連して、旭化成は子会社の旭化成建材が下請けとして問題のあったくい工事を行ったと発表。同社がマンションの補強・改修工事や他棟の調査のための費用を全額負担する方針を明らかにした[a 321]。
- 10月15日 - ファミリーマートとサークルKサンクスを傘下に持つユニーグループ・ホールディングスは15日、経営統合することで基本合意したと発表[a 322]。なお、経営統合により、ファミリーマートとサークルKサンクスを合わせた店舗数は約1万8,000店となり、国内最大手のセブン-イレブン・ジャパンに並ぶ規模に拡大する。
- 10月18日 - 音楽事務所大手のエイベックス・グループ・ホールディングスが約10万曲の管理について、日本音楽著作権協会（JASRAC）への委託を解消し、系列の「イーライセンス」に移す方針を決めたことが分かった[a 323]。
- 10月25日
  - 宮城県議会議員選挙が投開票され即日開票の結果、無投票当選の11人を含む新県議59人が決まった[a 324]。
    - 政党別内訳は、自民は27人、民主が5人。維新1人、公明4人、共産8人、社民1人、無所属は13人。投票率は40.03%で、過去最低だった前回の41.69%を下回った。
- 10月26日 -東京都日野市三沢の緑地斜面で、小4男児の全裸の首つり遺体が発見された。両手、両足は縛られ、衣服は近くに置いていた。遺体の状況、聞き込みなどから、警視庁は事故死と判断。（日野市小4男児首吊り遺体事件）
- 10月28日 - 宮崎市のJR宮崎駅前の大通りで、軽自動車が暴走。歩行者6人をはね、2人が死亡、運転手を含め5人が重軽傷を負った[a 325]
- 10月29日 - 高知県知事選挙が公示され、現職の尾﨑正直だけ立候補し、他に立候補者がいなかったため無投票当選で3選・2回連続無投票となった[a 326]、投票は11月15日の予定であった。
- 10月31日
  - 維新の党を離党した大阪市の橋下市長・大阪府の松井知事らは、大阪市で国会議員19人が参加する新党「おおさか維新の会」の結党大会を開催[a 327]。
  - 圏央道の桶川北本IC - 白岡菖蒲IC間10.8kmが開通、既に開通している区間も合わせ、東名高速道路から東北自動車道までつながる[b 12]。
  - ハウス食品がカレーチェーン店「CoCo壱番屋」を運営する壱番屋を連結子会社化すると発表[a 328]。

### 11月
- 11月1日
  - 鹿児島県の九州電力・川内原発2号機は、フル出力運転に入る。川内原発は8月に再稼働した1号機と合わせ、およそ180万キロワットの電力の供給が復帰したことになる。2号機は原子力規制委員会の最終検査で問題がなければ、今月中旬に営業運転に移行する予定[a 329]。
- 11月2日
  - 茨城県最大手の常陽銀行（水戸市）と、栃木県最大手の足利銀行を中心とする足利ホールディングス（宇都宮市）は、来年10月1日をめどに経営統合の実現を目指すことで基本合意したと発表[a 330]。
  - 北海道の札幌信用金庫と北海信用金庫・小樽信用金庫は、2018年1月をめどに合併すると発表した。存続信金は札幌信金とし、本店は札幌信金の現本店に置く。合併により預金量（15年3月末現在）は計1兆233億円と道内信金で初の1兆円超となり、旭川信用金庫の7834億円を抜いて道内最大となる[a 331]。また、道内の金融機関でも1位の北洋銀行・2位の北海道銀行に続いて業界3位となる[a 332]。
- 11月4日
  - 日本郵政・かんぽ生命・ゆうちょ銀行の日本郵政グループ3社が東京証券取引所の一部に上場。3社の株価はいずれも売り出し価格を大きく上回る水準で推移し、終値を基に時価総額を計算すると、3社の単純合計は約17・5兆円で、1987年のNTT（約25兆円）以来の大型上場となった[a 333]。
- 11月5日
  - 大阪府知事選挙が告示され、再選を目指す地域政党・大阪維新の会幹事長で現職の松井一郎のほか、無所属の新人で自民党が推薦する元大阪府議会議員の栗原貴子、無所属の新人で元高校教諭の美馬幸則の3人が出馬を届け出[a 334]。
  - 東京都渋谷区が、同区の「結婚に相当する関係」と認める条例に基づき、同性カップルに「パートナーシップ証明書」を発行。行政が同性カップルを公認するのは全国初。世田谷区も同日、「パートナーシップ宣誓書」の受け付けを開始[a 335]。
  - 日本テレビ編成局宣伝部主任が、9月19日午前4時頃に元同棲相手の女性を床に投げ倒し、馬乗りになって頭部を床に数回打ち付けるなどの暴行を加え、女性の頭に全治約2週間の軽傷を負わせたとして、傷害容疑で逮捕された[a 336]。
- 11月7日
  - 東芝は、不正会計問題をめぐり取締役としての注意業務を怠ったとして、佐々木則夫・西田厚聡・田中久雄の歴代三社長を含む旧経営陣五人に総額三億円の損害賠償を求める訴えを東京地裁に起こしたと発表。幹部社員26人も同日付で出勤停止や減給などの懲戒処分にする[a 337]。
- 11月8日
  - 任期満了にともない引退を表明している橋下市長の後任を選ぶ大阪市長選挙が告示され、大阪維新の会公認で新人の元衆議院議員・吉村洋文、無所属で新人の元大阪市北区長・中川暢三、無所属で元会社員の新人・高尾英尚、無所属で自民党推薦の新人・元大阪市議の柳本顕の4人が立候補を届け出[a 338]。
- 11月10日
  - ソニーは、ビデオテープレコーダのベータマックスとMICROMVにそれぞれ使用するカセットテープの生産・出荷を2016年3月で終了することを発表[c 52]。
  - 読売ジャイアンツの3選手（福田聡志、笠原将生、松本竜也）が野球賭博に関与していた問題で、日本野球機構（NPB）の調査委員会は、野球賭博に関与した3選手は永久失格に次ぐ無期失格処分とし、球団に対しても制裁金1000万円を科すことが妥当とする最終報告を行い、報告書がNPBの熊崎勝彦コミッショナーに提出され、これを受けたコミッショナーは、報告書同様3選手を無期の失格処分とし、巨人に制裁金1000万円を科す裁定を下した。このNPBの処分を受け、巨人は3選手との契約を正式に解除。なお、野球協約に反したとして現役選手がコミッショナーから処分されるのは、1969年に西鉄ライオンズ（現・西武）の投手の八百長が発覚したのに端を発した「黒い霧事件」以来[a 339]。
- 11月11日
  - 国産初のジェット旅客機MRJが県営名古屋空港で初飛行[a 340]。
- 11月12日
  - 石油元売り大手の出光興産と昭和シェル石油は、統合に向けた基本合意書を締結したことを発表。なお、両社は、来年10月から再来年4月までをめどに合併による新しい会社の設立を目指すとともに、両社が全国で展開するガソリンスタンドは、将来的に新しいブランドを使うことなどを検討する[a 341]。
- 11月14日 - JR九州がSUGOCAを宮崎県宮崎市内の主要12駅に導入、同県で初めて使用可能になる。ただし他県の駅との間の相互利用は不可、独立エリアとなる[a 342]。
- 11月15日
  - 福島県議会議員選挙が、無投票8選挙区を除く11選挙区で投開票が行われた[a 343]。
    - 44議席を65人で争い、自民は19人が当選も、無投票と合わせて2議席減の26議席となったものの県議会第1党を維持。一方、民主は12人が当選、無投票と合わせて15議席で3議席増。共産は5議席、公明は3議席、社民は1議席をそれぞれ維持。維新は議席を失った[a 344]。
- 11月16日
  - 「ENEOS」ブランドで有名な石油元売り最大手のJXホールディングスと業界3位で「ゼネラル」「Mobil」「esso」ブランドを運営する東燃ゼネラル石油が経営統合の交渉をしていることが分かった。2位の出光興産と5位の昭和シェル石油はすでに経営統合に向けて基本合意しており、JXと東燃ゼネラルの統合が実現すれば、石油元売りは4位のコスモエネルギーホールディングス（旧・コスモ石油）とともに大手三社体制になる[a 345]。
- 11月22日
  - 大阪府知事・大阪市長ダブル選挙投開票。
    - 知事選は、現職で大阪維新の会幹事長の松井一郎が、自民推薦で民主・共産支援の元大阪府議会議員の栗原貴子らに大差をつけ再選。市長選は維新公認の新人で前衆院議員の吉村洋文が、自民推薦で民主・共産支援の前大阪府議会議員の柳本顕らを退け初当選を果たした。今回のダブル選挙は、大阪維新の会VS自民党を中心とする「反維新勢力」との構図となったが、いずれも維新の候補が勝利する結果となった[a 346]。
- 11月23日
  - 新潟日報報道部長ツイッター中傷投稿事件。
  - 靖国神社トイレ爆破事件。
- 11月24日
  - 政務活動費の不自然な支出をめぐる事件で、詐欺と虚偽有印公文書作成・同行使の罪に問われ、いわゆる「号泣会見」で知られた野々村竜太郎元兵庫県議の初公判が神戸地裁で行われる予定だったが、本人が欠席したためこの日の公判は中止され、後日に延期されることになった[a 347]。
  - 種子島宇宙センターから、カナダの通信衛星事業会社テレサットの通信放送衛星Telstar 12 VANTAGEを搭載したH-IIAロケット29号機の打ち上げに成功。日本の国産ロケットが「商業衛星」の打ち上げを受注するのは初であり[a 348]、また「民間企業からの受注」も初となった[a 349]。
- 11月27日 - コンビニ大手のローソンは、首都圏を中心とするコンビニのスリーエフとの資本業務提携に関する基本合意を結んだと発表。なお、スリーエフ・ローソン両社とも屋号は維持する方針[a 350]。
- 11月28日 - 浦和レッズサポーターによる黒人差別事件。
- 11月30日
  - 山手線にて、新型車両のE235系電車が営業運転開始[a 351]。しかし初日にブレーキ故障などのトラブルが続出し、以降運転をしばらく見合わせることとなった[a 352]。
  - 情報会社のオリコンは「2015年の本のベストセラーランキング」を発表し、総合部門は第153回芥川賞を受賞したお笑いコンビ「ピース」の又吉直樹の「火花」が首位。なお、オリコン調べによる推定売り上げは223・3万部で、発表が始まった2008年以降で最多[a 353]。

### 12月
- 12月1日
  - 2020年東京五輪・パラリンピックのメイン会場になる新国立競技場の整備について、遠藤利明五輪担当相と馳浩文部科学相、東京都の舛添要一知事が東京都庁内で会談し総工費の上限に関連経費を加えるなどした1581億円のうち、ほぼ半額の791億円程度を国が負担し、東京都も395億円程度を負担することで合意[a 354]。
  - 広島の民放AMラジオ局・中国放送（RCCラジオ）、94.6MHzでFM補完中継局として、FMサイマル放送を開始[c 53]。
- 12月2日 - 自称ガンバ大阪サポーター人種差別事件。
- 12月3日 - 石油元売り国内首位のJXホールディングスと業界3位の東燃ゼネラル石油の2社が「2017年4月を目処に経営統合を行う」ことで基本合意したことを発表[b 13][a 355]。→11月16日の出来事も参照
- 12月4日 - 警視庁公安部が、元陸上自衛隊東部方面総監泉一成と、現職自衛官5人を自衛隊法（守秘義務）違反の容疑で書類送検した[a 356]。退官後の2013年に現職陸将で陸上自衛隊富士学校長を含む幹部自衛官を通じて陸上自衛隊の部内資料を、ロシア連邦軍参謀本部情報総局（GRU）所属の駐在武官に流出させたことが発覚したため。12月18日付で書類送検された関係者が不起訴（起訴猶予）となったことを受け、防衛省は関係職員を12月22日付で処分。
- 12月5日 - 奈良県田原本町の町長が酒気帯び運転で逮捕[a 357][c 54]。
- 12月6日
  - 仙台市地下鉄東西線（八木山動物公園駅 - 荒井駅間13.9km）が開業[a 358]。
  - 任期満了に伴う維新の党の代表選が開票され、松野頼久代表が小野次郎総務会長を破り、再選[c 55]
- 12月7日
  - 日本時間13時より在京AM3局（TBSラジオ・文化放送・ニッポン放送）が都市型難聴・災害対策として、TBSラジオは90.5MHz[c 56]、文化放送は91.6MHz[c 57]、ニッポン放送は93.0MHz[c 58]で、東京スカイツリーより全局7kWでFM補完中継局として、FMサイマル放送を開始[a 359]。
  - 民主党・岡田克也と維新の党・松野頼久の両党首が国会内で会談し、来年の通常国会における民主・維新の統一会派結成に向け、両党が党内手続きを進めることで合意[a 360]。
- 12月8日 - ワタミグループの居酒屋「和民」で働いていた従業員女性を過労自殺で失った両親が、ワタミや創業者の渡邉美樹らに損害賠償を求めていた訴訟は、東京地裁においてワタミ側が、遺族に法的責任を認めて謝罪した上で約1億3000万円を支払うことで和解が成立した[a 361]。
- 12月10日 - ドローンに代表される遠隔操作や自動操縦によって飛行できる無人航空機の飛行禁止空域や飛行方法などを定めた改正航空法が施行[a 362]。
- 12月12日
  - 国政政党「おおさか維新の会」の党大会と地域政党「大阪維新の会」の全体会議が開かれ、代表を務める大阪市の橋下徹市長が政界を引退することに伴い、橋下の代表辞任、ならびに後任の代表に幹事長の大阪府知事・松井一郎を新代表に選出。国会での党首討論などを想定し、共同代表に元総務相の片山参院議員を据え、幹事長には馬場衆院議員が就任することが決まった[a 363]。
  - 連立与党の自民党と公明党は、将来的な消費税10%の増税時に導入する食品の軽減税率（8%）の対象品目について「酒類と外食を除く飲食料品全般」とすることで正式合意したことを自民党・谷垣禎一と公明党・井上義久の両幹事長が発表[a 364]。
- 12月15日
  - 今年の漢字は「安」に決まったことが発表される。「安全保障法案」やお笑い芸人・とにかく明るい安村のギャグ「安心してください、履いてますよ。」などが主な選考理由[a 365]。
  - 8年前のいわゆる「闇サイト殺人事件」で無期懲役が確定した男が、17年前の1998年（平成10年）に愛知県碧南市で夫婦を殺害し現金を奪ったなどの事件を起こした（碧南市パチンコ店長夫婦殺害事件）として強盗殺人などの罪に問われた裁判で、名古屋地方裁判所（裁判員裁判）は主犯とされた被告人に死刑判決を言い渡した[a 366]。無期懲役囚が別の事件で死刑判決を受けるのは異例[a 367]。
- 12月16日 - 最高裁判所は再婚禁止期間訴訟で「女性の再婚禁止期間」を定めた規定は憲法違反とし、夫婦別姓訴訟で「夫婦は同姓」とする規定は憲法に違反しない合憲であると判断[a 368]。
- 12月18日
  - 2009年に神奈川県川崎市でアパートの大家とその弟夫婦を殺害したとして、2011年に裁判員裁判で死刑判決を受けた死刑囚の死刑が執行され、裁判員裁判で死刑判決を受けた死刑囚としては初の死刑執行となった[a 369]。また、判決後弁護人が控訴したものの本人が取り下げており、裁判官のみの裁判は行われていない[a 370]。
    - 今回の死刑執行は2名（2015年は計3人）で、もう1人は2006年7月19日に岩手県洋野町の住宅に侵入し、帰宅した女性とその次女を絞殺し、現金などを奪って死体遺棄したとして2012年2月に死刑が確定した死刑囚[a 371][a 370]。

  - 政界引退を表明していた大阪市の橋下徹市長が任期満了に伴い大阪市長を退任。また、橋下は地域政党・大阪維新の会ならびに国政政党・おおさか維新の会の代表も同時に退任[a 372]。
- 12月19日 - NHK北見放送局で火災、2階の事務室など一部を焼くもけが人はなかった[a 373]。
- 12月20日 - 札幌市の路面電車（札幌市電）、すすきのと西4丁目の間にレールが結ばれ、狸小路前に新しい停留所が開業（ループ運転の開通）[a 374]。なお、駅前通に札幌市電が通るのは42年ぶり[a 375]。
- 12月21日
  - 維新の党を離党した無所属の衆院議員5人（村岡敏英・小沢鋭仁・小熊慎司・重徳和彦・鈴木義弘）が新党「改革結集の会」を結成し、総務省等に届け出た。代表には村岡敏英が就き、代表を補佐する会長は元環境相の小沢鋭仁が務める[a 376]。
  - 次世代の党はこの日行われた議員総会で、党名を「日本のこころを大切にする党」に変更することを決めた[a 377]。
- 12月22日
  - 2020年東京五輪・パラリンピックのメイン会場となる新国立競技場のやり直しとなった設計・施工業者の選定で、建築家の隈研吾がデザインし、大成建設・梓設計らが提案した「A案」と同じく建築家の伊東豊雄がデザインし、日本設計・竹中工務店・清水建設・大林組の共同企業体が提案した「B案」の2案で争われ、政府は関係閣僚会議を開き、先に公表された2案のうち大成建設などが提案したA案を採用することを決定。総工費はおよそ1490億円、完成は2019年11月の予定[a 378]。
  - 2012年12月に起きた中央自動車道・笹子トンネル天井板崩落事故で死亡した男女5人の遺族が、トンネルを管理する中日本高速道路と点検業務を担当していた子会社に総額約9億円の損害賠償を求めた訴訟の判決で、横浜地裁は「有効な点検を行っていれば事故を回避することができた」として中日本高速道路などの過失および遺族の主張を全面的に認め、中日本高速道路と子会社に対し約4億円の支払いを命じた[a 379]。
- 12月23日 - 北海道上川町の大雪山系黒岳の山頂付近で行方不明になった登山家の谷口けいが道警山岳遭難救助隊とともに捜索していた登山仲間に発見された。道警ヘリなどで旭川医大に搬送され、まもなく死亡が確認された。死因は頭と首の骨を折るなど全身を強く打った脳挫傷[a 380]。
- 12月24日
  - 福井県にある関西電力の高浜原子力発電所の3号機と4号機について、福井地方裁判所は再稼働を差し止めた4月の仮処分決定を取り消し再稼働を認める判断を下す。なおこれを受けて関電は、3号機を2016年1月にも再稼働させる方針[a 381]。→4月14日の出来事も参照。
  - 政府は午前の臨時閣議で、2016年度予算案を閣議決定した。子育てや高齢者支援を重視した一般会計の総額が96兆7218億円となり、4年連続で過去最大を更新[a 382]。
- 12月26日
  - 午後6時15分ごろ、千葉県内の県立高校2年の生徒が千葉県君津警察署に「自分の祖父母を殺害した」と自首。警察官が供述通り、君津市内の住宅で男女の遺体を発見。翌27日に少年を祖母に対する殺人の疑いで逮捕[a 383]。
  - キングオブコメディの高橋健一が、制服を窃盗したとして、窃盗罪および住居侵入罪の疑いで警視庁城東警察署に逮捕された[a 384]。29日に高橋の所属事務所であったプロダクション人力舎を解雇され、コンビは解散となった[a 385]。翌年1月15日、高橋は起訴された[a 386]。
- 12月28日 - 岸田文雄外務大臣は、韓国の尹炳世外相とソウル市内で会談。日韓間の最大の懸案の一つである旧日本軍の従軍慰安婦問題について会談し、韓国政府が設立する財団に日本政府が約10億円を拠出、元慰安婦への支援事業を行うことなどで合意[a 387]。この後、安倍晋三首相と朴槿恵大統領が電話で会談。安倍首相は「おわびと反省の気持ち」を伝え、両首脳は合意内容を「責任を持って実施する」ことを確認した[a 388][c 59]。
- 12月29日 - 函館市電が脱線し2人が軽傷[a 389]。
- 12月31日 - 国際純正・応用化学連合 (IUPAC) は、発表報告がある4つの元素（113番、115番、117番、118番）についていずれも認定することを発表した。113番元素については日本の理化学研究所の研究グループによって発見されたことが正式に認められ、同時に命名権を獲得した。新元素の発見は日本はもとよりアジアにおいても初の快挙である[b 14][a 390]。

## 社会

### 経済
- 商工組合中央金庫（商工中金）の事業を移管した持株会社の政府保有株式が消却または売却され、完全民営化が実現する[要出典]。

## 自然科学

### ノーベル賞
ノーベル賞の自然科学分野において日本人2人が受賞した。日本人の物理学賞の受賞は前年に続いて2年連続、また生理学・医学賞の受賞は今回で3人目の快挙となった。
- 物理学賞 ‐ 梶田隆章：ニュートリノ振動の発見（カナダの物理学者 アーサー・B・マクドナルドと共同受賞）
- 生理学・医学賞 ‐ 大村智：寄生虫によって引き起こされる感染症治療の開発（アイルランド出身の生物学者 ウィリアム・セシル・キャンベルと共同受賞）[a 391]

### 新元素発見の認定
113番元素（仮名：ウンウントリウム）の発見者が日本の理化学研究所の研究グループであると国際純正・応用化学連合 (IUPAC) が正式に認定し、同時に命名権を獲得した。新元素の発見は日本はもとよりアジアにおいても初の快挙である。
なお、元素の名称は2016年11月に「ニホニウム（nihonium, 元素記号：Nh）」に正式決定した（「2016年の日本#自然科学」も参照）。

## 文化と芸術

### 流行

#### 流行語
ユーキャン新語・流行語大賞
以下に本年の受賞語を列記する。なお、肩書きや役職などは受賞当時のものである。
- 年間大賞
  - 爆買い（羅怡文 〈ラオックス代表取締役社長〉）
  - トリプルスリー（柳田悠岐 〈福岡ソフトバンクホークス選手〉、山田哲人 〈東京ヤクルトスワローズ選手〉）
- トップテン入賞
  - 「アベ政治を許さない」（澤地久枝 〈作家〉）
  - 「安心して下さい、穿いてますよ。」（とにかく明るい安村 〈お笑い芸人〉）
  - 一億総活躍社会（安倍晋三 〈内閣総理大臣〉）
  - エンブレム（東京オリンピック・パラリンピック競技大会組織委員会）
  - 五郎丸 (ポーズ)（五郎丸歩 〈ラグビー日本代表・ヤマハ発動機ジュビロ〉）
  - SEALDs（奥田愛基 〈SEALDsメンバー〉）
  - ドローン（野波健蔵 〈千葉大学大学院工学研究科・工学部 特別教授〉）
  - 『まいにち、修造!』（松岡修造 〈元プロテニスプレーヤー〉、日めくりカレンダー）

### 建築

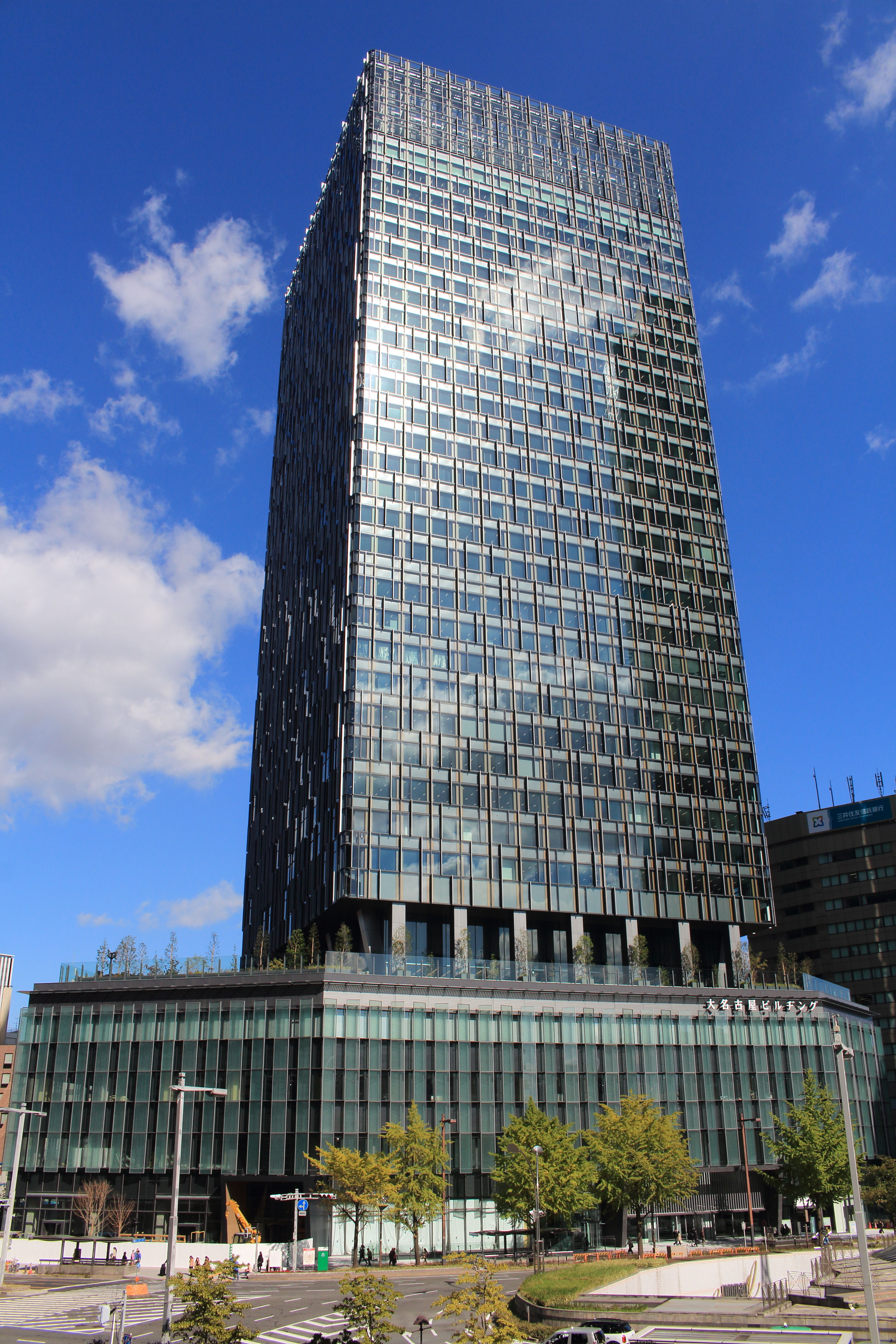
大名古屋ビルヂング

竣工
- 10月31日 - 大名古屋ビルヂング

解体

### 音楽
- 1月7日 - 『Let Me Hear』（Fear, and Loathing in Las Vegas）
- 1月21日 - 『ヒロイン』（back number）
- 2月4日 - 『あったかいんだからぁ♪』（クマムシ）
- 2月18日 - 『季節は次々死んでいく』（amazarashi）。アニメ『東京喰種トーキョーグール√A（ルートエー）』エンディングテーマ。
- 3月18日 - 『ワタリドリ』（［Alexandros］）
- 3月31日 - 『葡萄』（サザンオールスターズ）。同アルバムに『アロエ』収録。
- 4月22日 - 『私以外私じゃないの』（ゲスの極み乙女。）
- 5月20日 - 『シュガーソングとビターステップ』（UNISON SQUARE GARDEN）。UHFアニメ『血界戦線』エンディングテーマ。
- 5月27日 - 『Obscure Ride』（cero）
- 5月27日 - 『WHITE』（Superfly）。同アルバムに『Beautiful』（TBS系ドラマ『マザー・ゲーム〜彼女たちの階級〜』主題歌）収録。
- 6月4日 - 『REFLECTION』（Mr.Children）
- 7月22日 - 『MEGA SHAKE IT!/ハッピーポンコツ』（キュウソネコカミ）
- 7月31日 - 『海の声』（浦島太郎（桐谷健太））
- 8月5日 - 『長く短い祭』（椎名林檎）
- 8月19日 - 『君がくれた夏』（家入レオ）。フジテレビ系月9ドラマ『恋仲』主題歌。
- 9月9日 - 『トリセツ』（西野カナ）。映画『ヒロイン失格』主題歌。
- 9月30日 - 『新宝島』（サカナクション）映画『バクマン。』の映画音楽。
- 10月9日 - 『よー、そこの若いの』（竹原ピストル）
- 10月28日 - 『今、話したい誰かがいる』（乃木坂46）
- 11月4日 - 『Are You Coming?』（WANIMA）。第8回「CDショップ大賞」準大賞。
- 11月11日 - 『ジパング』（水曜日のカンパネラ）第8回「CDショップ大賞」準大賞。
- 11月11日 - 『C2』（Base Ball Bear）
- 11月11日 - 『猫とアレルギー』（きのこ帝国）
- 11月11日 - 『はなまるぴっぴはよいこだけ』（A応P）。テレビアニメ『おそ松さん』第1クールオープニングテーマ。
- 12月2日 - 『YELLOW DANCER』（星野源）。第8回「CDショップ大賞」大賞。
- 12月9日 - 『365日の紙飛行機』（AKB48）。NHK連続テレビ小説『あさが来た』主題歌。

### 演劇
歌舞伎
宝塚歌劇団

### 映画
- 2月28日 - 幕が上がる（監督：本広克行）
- 3月7日（前編）、4月11日（後編） - ソロモンの偽証（監督：成島出）
- 5月1日 - 映画 ビリギャル（監督：土井裕泰）
- 5月16日 - 駆込み女と駆出し男（監督：原田眞人）
- 5月30日 - あん（監督：河瀬直美）
- 6月13日 - 海街diary（監督：是枝裕和）。四姉妹を綾瀬はるか、長澤まさみ、夏帆、広瀬すずが演じる。
- 6月20日 - 呪怨 -ザ・ファイナル-（監督：落合正幸）
- 6月27日 - きみはいい子（監督：呉美保）
- 7月18日 - HERO（監督：鈴木雅之）
- 7月25日 - 野火（監督：塚本晋也）
- 8月8日 - 日本のいちばん長い日（監督：原田眞人）
- 9月26日 - GONIN サーガ（監督：石井隆）
- 10月1日 - 岸辺の旅（監督：黒沢清、主演：浅野忠信・深津絵里）
- 10月3日 - バクマン。（監督：大根仁）
- 11月14日 - 恋人たち（監督・脚本：橋口亮輔）
- 12月12日 - ハッピーアワー（監督：濱口竜介）

### テレビ

#### ドラマ
- 大河ドラマ『花燃ゆ』
- 1月 - 3月 『銭の戦争』（関西テレビ・フジテレビ系火10）
- 1月 - 3月 『デート〜恋とはどんなものかしら〜』（フジテレビ系月9）
- 1月 - 2月 『徒歩7分』（NHK BSプレミアム「プレミアムよるドラマ」） ※向田邦子賞
- 3月 - 9月 NHK連続テレビ小説『まれ』
- 4月 - 7月 『天皇の料理番』（TBS系日曜劇場）
- 4月 - 8月 『美女と男子』（NHK総合テレビドラマ10）
- 5月 - 8月 『ちゃんぽん食べたか』（NHK総合テレビ土曜ドラマ）
- 7月 - 9月 『花咲舞が黙ってない』（日本テレビ系水曜ドラマ）
- 7月 - 9月 『民王』（テレビ朝日系金曜ナイトドラマ）
- 9月 - 2016年4月 NHK連続テレビ小説『あさが来た』
- 10月 - 12月 『コウノドリ』（TBS系金曜ドラマ）
- 10月 - 12月 『下町ロケット』（TBS系日曜劇場）

#### お笑い
コンテスト番組の優勝者
上方漫才大賞
- テンダラー（吉本興業）

NHK上方漫才コンテスト
- アキナ（吉本興業）

ABCお笑いグランプリ
- GAG少年楽団（現・GAG） （吉本興業）

M-1グランプリ（テレビ朝日系、復活後初）
- トレンディエンジェル （吉本興業）

R-1ぐらんぷり（フジテレビ系）
- じゅんいちダビッドソン（アミーパーク）

キングオブコント（TBS系）
- コロコロチキチキペッパーズ（吉本興業）

### アニメ
アニメーション映画
- 2月20日 - 花とアリス殺人事件（監督：岩井俊二） ※文化庁メディア芸術祭アニメーション部門優秀賞
- 3月7日 - ドラえもん のび太の宇宙英雄記（監督：大杉宜弘）
- 4月18日 - 名探偵コナン 業火の向日葵（監督：静野孔文、脚本：櫻井武晴）
- 4月18日 - ドラゴンボールZ 復活の「F」（監督：山室直儀）
- 6月13日 - ラブライブ!The School Idol Movie（監督：京極尚彦）
- 7月11日 - バケモノの子（監督：細田守）
- 7月18日 - ポケモン・ザ・ムービーXY 光輪の超魔神 フーパ（監督：湯山邦彦）
- 9月19日 - 心が叫びたがってるんだ。（監督：長井龍雪）
- 11月21日 - ガールズ&パンツァー 劇場版（監督：水島努）
- 12月5日 - 映画 ハイ☆スピード！-Free! Starting Days-（監督：武本康弘）
- 12月19日 - 映画 妖怪ウォッチ エンマ大王と5つの物語だニャン!（監督：ウシロシンジ、髙橋滋春）

テレビアニメ
放送開始月を記載
- 1月 - アイドルマスター シンデレラガールズ
- 1月 - 冴えない彼女の育てかた
- 1月 - 少年ハリウッド -HOLLY STAGE FOR 50-
- 1月 - 美男高校地球防衛部LOVE!
- 2月 - Go!プリンセスプリキュア
- 4月 - うたの☆プリンスさまっ♪ マジLOVEレボリューションズ
- 4月 - 血界戦線
- 4月 - 境界のRINNE
- 4月 - ダンジョンに出会いを求めるのは間違っているだろうか
- 4月 - 響け!ユーフォニアム
- 4月 - 放課後のプレアデス
- 4月 - やはり俺の青春ラブコメはまちがっている。続
- 4月 - 監獄学園 - プリズン スクール -
- 7月 - オーバーロード
- 7月 - Charlotte
- 10月 - おそ松さん
- 10月 - 終物語
- 10月 - K RETURN OF KINGS
- 10月 - ご注文はうさぎですか??
- 10月 - 機動戦士ガンダム 鉄血のオルフェンズ
- 10月 - ハイキュー!! セカンドシーズン
- 10月 - ワンパンマン

OVA

### ゲーム

#### コンピューターゲーム
アーケードゲーム
- 7月16日 - 『チュウニズム』の稼働が開始。

テレビゲーム
- 1月14日 - 『刀剣乱舞 -ONLINE-』のサービスが開始。これをきっかけに刀に興味を持つ女性が増加し、「刀剣女子」の言葉を生み出した。

携帯型ゲーム
スマートフォン向けゲームアプリ
- 3月16日 - 『けものフレンズ』のサービスが開始[注 6]。2016年12月14日にゲームのサービスを終了するものの、2017年1月から3月にかけて放送されたアニメが空前の大ヒットとなる。
- 8月12日 - 『Fate/Grand Order』のサービスが開始[注 7]。
- 8月20日 - 『アイドリッシュセブン』のサービスが開始。
- 9月3日 - 『アイドルマスター シンデレラガールズ スターライトステージ』のサービスが開始[注 8]。
- 10月21日 - 『プロ野球スピリッツA』のサービスが開始。

## スポーツ

### 総合競技大会
- 第70回国民体育大会 (紀の国わかやま国体)
- 第15回全国障害者スポーツ大会 (紀の国わかやま大会)

### 各競技

#### 野球
日本プロ野球

#### サッカー
日本プロサッカーリーグ

#### モータースポーツ
- 全日本選手権スーパーフォーミュラ - 石浦宏明
- 全日本F3選手権 - ニック・キャシディ
- SUPER GT
  - GT500 - 松田次生、ロニー・クインタレッリ
  - GT300 - アンドレ・クート

## 誕生
- 2月8日 - 小井圡菫玲、子役
- 4月8日 - 武石桜華、子役
- 4月8日 - 塚尾桜雅、子役
- 4月10日 - 石塚陸翔、子役
- 5月13日 - 岩川晴、子役
- 6月2日 - アレン明亜莉クレア、子役
- 6月10日 - 湯田幸希、子役
- 6月13日 - 永瀬ゆずな、子役
- 7月28日 - 佐藤遙灯、子役
- 12月17日 - 鈴木誉、子役

### 人物以外
- 1月20日 - フィエールマン、競走馬
- 9月8日 - 豆三郎、動物タレント（+ 2022年）

## 備考
- コンピュータ科学者の松原仁は以前に、コンピュータ将棋においてこの年にコンピュータが名人に勝利すると予測していた[要出典]。